# Kornwestheim

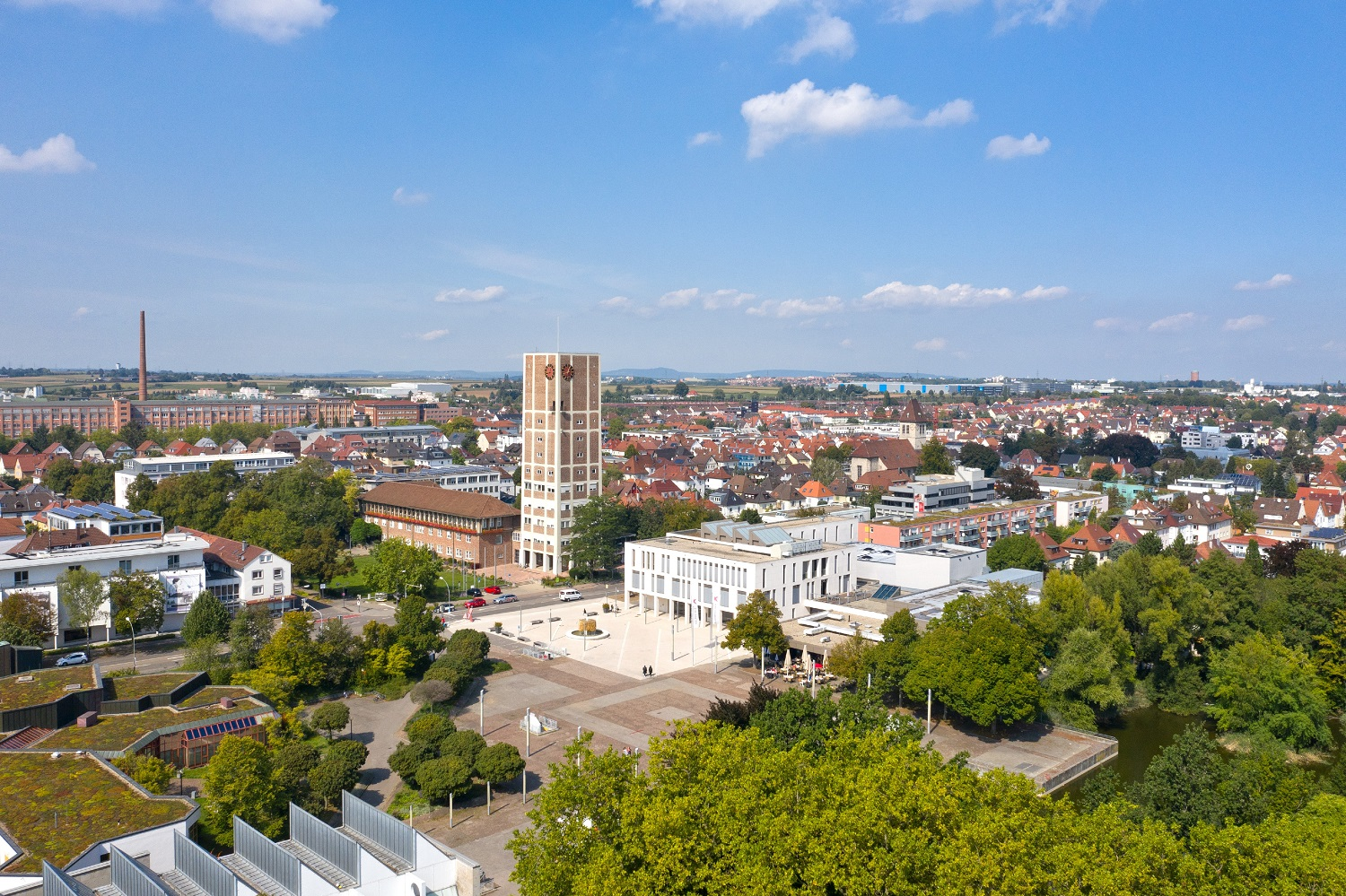
Marktplatz, Rathaus, Kulturzentrum

Kornwestheim ist eine Mittelstadt in Baden-Württemberg. Sie ist die drittgrößte Stadt des Landkreises Ludwigsburg nach Ludwigsburg und Bietigheim-Bissingen und bildet mit Ludwigsburg ein Mittelzentrum. Sie gehört zur Region Stuttgart (bis 1992 Region Mittlerer Neckar) und zur europäischen Metropolregion Stuttgart. Seit 1956 ist Kornwestheim Große Kreisstadt.

## Geographie

### Geographische Lage

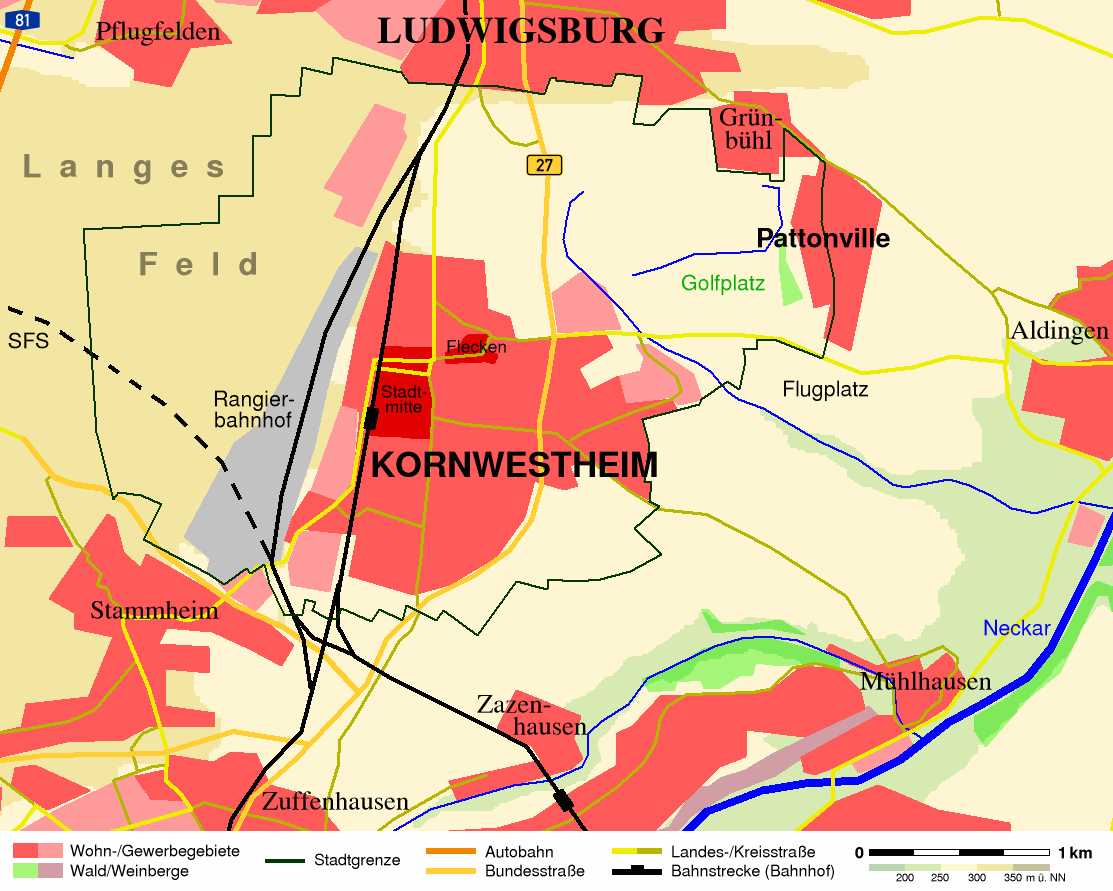
Karte des Stadtgebiets

Kornwestheim liegt im südwestlichen Neckarbecken am Ostrand des Strohgäus auf dem so genannten Langen Feld. Im Stadtgebiet fließt der Holz- oder Gänsbach ostwärts zum Neckar. Kornwestheim liegt etwa zehn Kilometer nördlich von der Stuttgarter Innenstadt.

### Nachbargemeinden
An Kornwestheim grenzen die Gemeinde Möglingen im Westen, die Städte Ludwigsburg im Norden sowie Remseck am Neckar im Osten an, die alle zum eigenen Landkreis Ludwigsburg gehören. Im Süden liegt die kreisfreie Landeshauptstadt Stuttgart, angrenzend sind die Stadtbezirke Stammheim und Zuffenhausen.

### Stadtgliederung

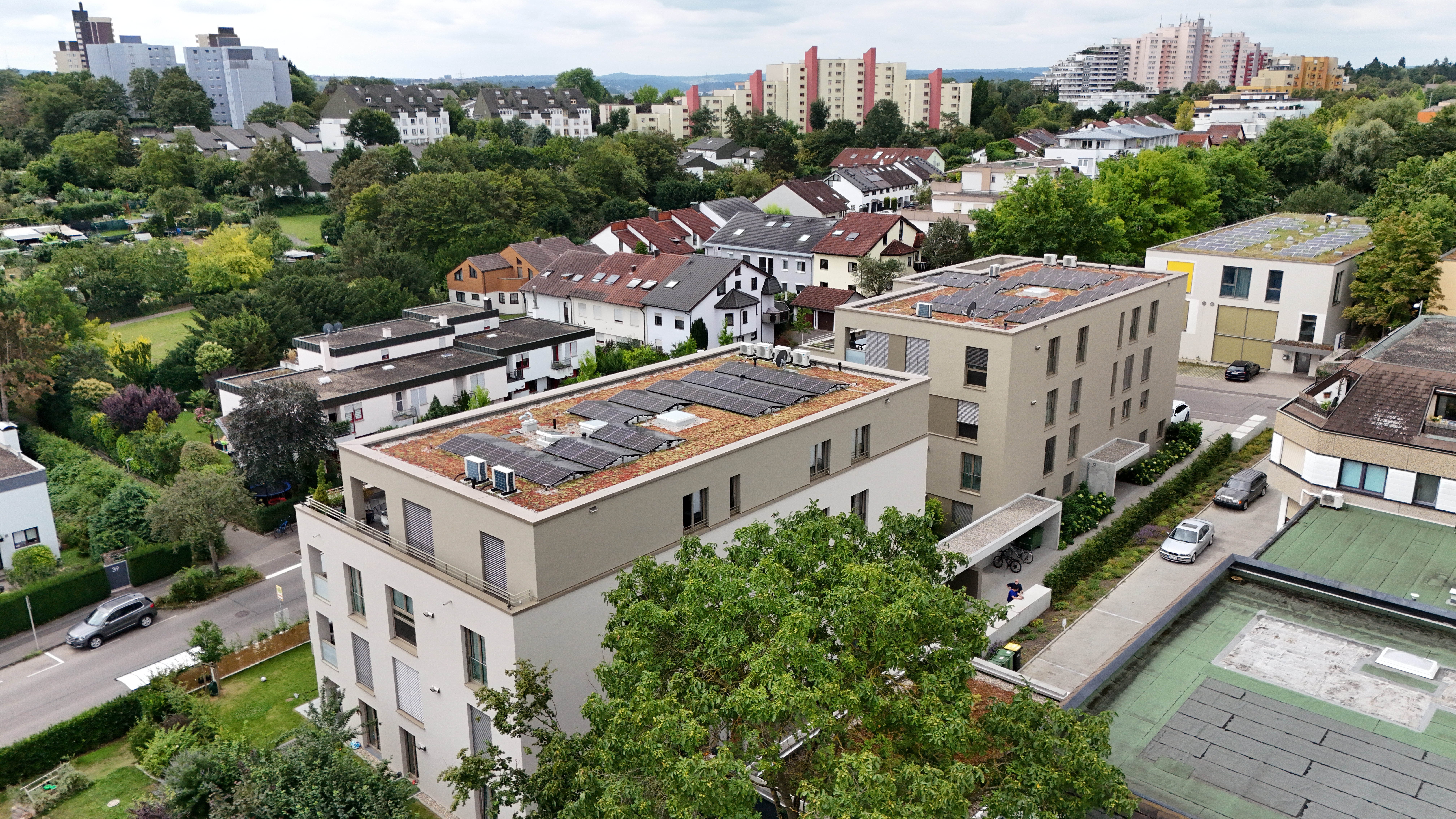
Stadtgebiet Kornwestheim Ost

Das Stadtgebiet Kornwestheims besteht aus der Kernstadt und dem Stadtteil Pattonville. Letzterer besteht aus dem westlichen und auf Kornwestheimer Markung liegenden Anteil der gleichnamigen Siedlung. Dieser Teil Pattonvilles wurde Anfang der 1990er Jahre Teil der Stadt Kornwestheim. Ursprünglich gehörte er überwiegend zur Gemarkung Aldingen (heute: Remseck am Neckar).
In der Kernstadt Kornwestheim werden gelegentlich Wohngebiete bzw. geografische Stadtteilbezeichnungen (Kornwestheim-Süd, Weststadt, Oststadt) unterschieden, deren Grenzen jedoch meist nicht genau festgelegt sind. In den letzten Jahren entstanden im Osten der Stadt neue Wohn- und Gewerbegebiete, vornehmlich auf den ehemaligen Standorten der Ludendorff-Kaserne und der Wilkin-Kaserne, die bis Anfang der 1990er von amerikanischen Truppen genutzt wurden. Im Westen der Stadt entstand das Salamander-Areal mit Outletstores auf Teilen der ehemaligen Schuhfabrik. Weitere Teile der Fabrik wurden anderweitig gewerblich genutzt und es entstanden Loft-Wohnungen.
Auf dem Gebiet Kornwestheims liegen die abgegangenen Ortschaften Hoftstätt, Birglingen, Haiynoltz sowie Liebersheim und Wihingen (?). Die Wohnplätze Laborierbau, Solitudeallee und Tambour wurden 1973 aufgehoben. Das Wohngebiet Am Sonnenberg kam 1993 zu Ludwigsburg.

### Flächenaufteilung
Nach Daten des Statistischen Landesamtes, Stand 2014.

### Raumplanung
Kornwestheim bildet mit der benachbarten Kreisstadt Ludwigsburg ein Mittelzentrum innerhalb der Region Stuttgart, deren Oberzentrum Stuttgart ist. Zum Mittelbereich Ludwigsburg/Kornwestheim gehören noch die Städte und Gemeinden im Süden und Osten des Landkreises Ludwigsburg, im Einzelnen sind dies:
Affalterbach, Asperg, Benningen am Neckar, Erdmannhausen, Freiberg am Neckar, Großbottwar, Hemmingen, Marbach am Neckar, Markgröningen, Möglingen, Murr, Oberstenfeld, Pleidelsheim, Remseck am Neckar, Schwieberdingen und Steinheim an der Murr.

### Klima
|                        | Jan  | Feb  | Mär  | Apr  | Mai  | Jun  | Jul  | Aug  | Sep  | Okt  | Nov  | Dez  |   |      |
| Mittl. Temperatur (°C) | 2,1  | 3,0  | 6,6  | 10,7 | 14,6 | 18,1 | 20,0 | 19,7 | 15,3 | 10,7 | 5,9  | 2,9  | ⌀ | 10,8 |
| Mittl. Tagesmax. (°C)  | 4,9  | 6,5  | 11,0 | 15,6 | 19,6 | 23,0 | 25,2 | 25,1 | 20,3 | 15,1 | 9,1  | 5,6  | ⌀ | 15,1 |
| Mittl. Tagesmin. (°C)  | −0,6 | −0,3 | 2,5  | 5,7  | 9,7  | 13,1 | 15,0 | 14,7 | 10,8 | 7,1  | 3,0  | 0,3  | ⌀ | 6,8  |
|                        |      |      |      |      |      |      |      |      |      |      |      |      |   |      |
| Niederschlag (mm)      | 39,0 | 33,0 | 41,0 | 36,0 | 76,0 | 75,0 | 81,0 | 72,0 | 50,0 | 53,0 | 50,0 | 49,0 | Σ | 655  |

| −0,6 |

| −0,3 |

| 2,5 |

| 5,7 |

| 9,7 |

| 13,1 |

| 15,0 |

| 14,7 |

| 10,8 |

| 7,1 |

| 3,0 |

| 0,3 |

| −0,6 |

| −0,3 |

| 2,5 |

| 5,7 |

| 9,7 |

| 13,1 |

| 15,0 |

| 14,7 |

| 10,8 |

| 7,1 |

| 3,0 |

| 0,3 |

## Geschichte

### Entstehung des Ortes und Entwicklung

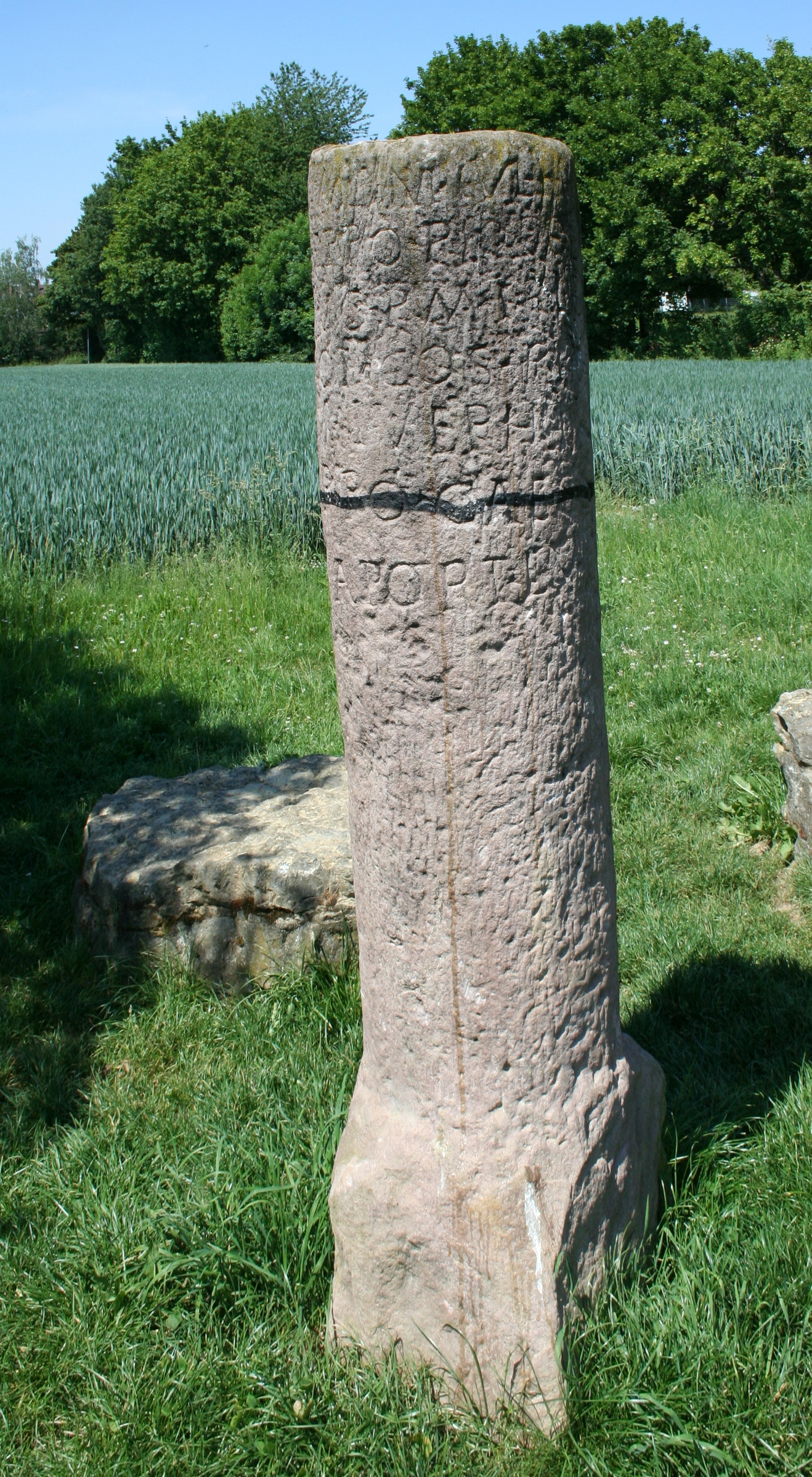
Leugenstein an der Römerstraße

Durch das Kornwestheimer Gebiet führte von Cannstatt her kommend eine Römerstraße, deren Verlauf teilweise als Feldweg erhalten blieb. Ein Teil von ihr wurde in Kornwestheim-Ost nahe der Theodor-Heuss-Realschule restauriert. Im Westteil der Stadt Richtung Autobahn verlief eine noch ältere Straße aus der Bronzezeit.
Kornwestheim als Ort entstand vermutlich im 4./5. Jahrhundert als alemannische Streusiedlung. Erstmals urkundlich erwähnt wurde „Westheim“ um 780 n. Chr. in einer Urkundenabschrift innerhalb des Codex Laureshamensis des Klosters Lorsch. Die Namensform „Kornwestheim“ tauchte 1472 erstmals auf, in der heutigen Schreibweise ist sie seit dem 17. Jahrhundert gebräuchlich.
Angenommen wird, dass es sich bei dem ursprünglichen Westheim um eine westliche Siedlung handelt, in Unterscheidung zu einer östlich gelegenen Siedlung Ostheim, deren Lage allerdings unbekannt ist. Die jüngere Forschung vermutet, dass es sich bei der östlichen Bezugssiedlung um den Nachbarort Aldingen handelte. Jahrhundertelang war Kornwestheim ein wohlhabendes Bauerndorf, das von der Fruchtbarkeit der Lössböden in der unmittelbaren Nachbarschaft profitierte. 1303 verkaufte Graf Ulrich II. von Asperg Kornwestheim an die Herzöge von Württemberg. Zunächst gehörte es zum Amt Cannstatt und ab 1719 zum Amt bzw. ab 1756 Oberamt Ludwigsburg, welches als solches seit 1806 Bestandteil des bis 1918 bestehenden Königreichs Württemberg war.
In den Jahren 1770–1781 lebte und wirkte der Theologe und Ingenieur Philipp Matthäus Hahn als Pfarrer in Kornwestheim. Eigens für ihn wurde 1771 (durch Wilhelm Friedrich Goez) das noch heute bestehende Pfarrhaus mit integrierter Werkstatt (Pfarrstraße 7) errichtet.

### Stadtwerdung ab Mitte des 19. Jahrhunderts
Die verkehrsgünstige Lage mit einem seit 1846 bestehenden eigenen Bahnhof der Königlich Württembergischen Staats-Eisenbahnen brachte Kornwestheim ab dem Ende des 19. Jahrhunderts einen großen Bevölkerungszuwachs, vor allem bedingt durch den Bau der Güterumgehungsbahn 1896 und des Rangierbahnhofs 1913–1919 sowie Fabrikgründungen: Der Schuhmacher Jakob Sigle, der hier bereits 1885 seine Werkstatt eröffnet hatte, gründete 1891 gemeinsam mit dem Kaufmann Max Levi seine Schuhfabrik J. Sigle & Cie., die später überregional bekannte Salamander AG. 1898 folgte die von Albert Stotz in Stuttgart gegründete Maschinenfabrik A. Stotz, 1939 eröffnete die Firma Kreidler hier einen Betrieb.
Mit Wirkung vom 1. April 1931 erhielt Kornwestheim das Stadtrecht. Vom Oberamt Ludwigsburg gelangte die Stadt Kornwestheim 1934 zum Kreis, 1938 zum alten Landkreis und somit ab 1973 auf Grund der Kreisreform zum in heutiger Form bestehenden Landkreis Ludwigsburg.
Im Zuge der Aufrüstung der Wehrmacht wurden ab 1934 die Hindenburgkaserne sowie die Ludendorffkaserne für Panzereinheiten gebaut und Kornwestheim wurde 1935/36 Garnisonsstadt. Der Zweite Weltkrieg forderte zahlreiche Opfer. Durch Luftangriffe der Alliierten wurden 162 Menschen getötet und 160 Gebäude zerstört. Insgesamt wurde Kornwestheim zu 8 % zerstört. An der Front starben 478 Kornwestheimer Soldaten. Am 21. April 1945 übernahmen die US-amerikanischen Truppen die Besatzung und nutzten anschließend die vorhandenen Kasernen bis 1993 weiter. Die frühere Hindenburgkaserne erhielt von ihnen den Namen Wilkin Barracks.
Da Kornwestheim Teil der Amerikanischen Besatzungszone geworden war, gehörte die Stadt somit seit 1945 zum neu gegründeten Land Württemberg-Baden, welches 1952 im jetzigen Bundesland Baden-Württemberg aufging.
Kornwestheim wurde am 1. April 1956 Große Kreisstadt.

### Neuer Stadtteil Pattonville
Aufgrund der Lage zwischen Stuttgart und Ludwigsburg konnte die Stadt bei der Gebietsreform 1973 keine Nachbargemeinden eingliedern, wenngleich es Bestrebungen gab, den heute zu Remseck zählenden Nachbarort Aldingen einzugemeinden. Daher zeigt das Kornwestheimer Stadtgebiet seitdem ein mehr oder weniger geschlossenes Bild. Lediglich die Aufteilung der Siedlung Pattonville im Osten Kornwestheims brachte der Stadt einen neuen Stadtteil. 1954 wurde dort die Siedlung durch die US-Armee errichtet. Nach deren Abzug im Sommer 1993 kaufte der neu gegründete Zweckverband Pattonville-Sonnenbergsiedlung das Gelände vom Bund ab und teilte es auf Kornwestheim und Remseck am Neckar auf. Als Ausgleich für die in Pattonville hinzugewonnene Fläche gab Kornwestheim seinen Anteil an der Sonnenbergsiedlung an Ludwigsburg ab, die sich zuvor zum großen Teil auf Kornwestheimer Gemarkung befunden hatte. Danach wurde Pattonville zivil besiedelt. Neubauten und Umbauten der Häuser erfolgten. Der östliche, größere Teil Pattonvilles befindet sich nach wie vor auf Aldinger Gemarkung und gehört damit zur Nachbarstadt Remseck am Neckar.

### Religionen
Kornwestheim gehörte ursprünglich zum Bistum Konstanz und war dem Landkapitel Cannstatt zugeordnet. Nach Einführung der Reformation in Württemberg und damit auch in Kornwestheim ab 1534 war die Bevölkerung über mehrere Jahrhunderte hinweg überwiegend protestantisch. Zunächst gehörte Kornwestheim zum Dekanat beziehungsweise Kirchenbezirk Cannstatt, später zum Dekanat beziehungsweise Kirchenbezirk Ludwigsburg der Evangelischen Landeskirche in Württemberg. Die ursprünglich einzige Kirchengemeinde (Martinskirche von 1516 ff.) wurde wegen ihrer Größe aufgeteilt. Es entstanden die Johannesgemeinde (1921 als Notkirche erbaut, heutige Johanneskirche mit Gemeindehaus von 1955), die Paulusgemeinde (Kirche von 1968, aufgegeben 2019) und die Thomasgemeinde (Gemeindehaus von 1975, das ökumenisch genutzt wird). Diese bilden heute zusammen die Gesamtkirchengemeinde Kornwestheim. Die Martinsgemeinde betreut auch die Protestanten des Stadtteils Pattonville (der teilweise auch zur Stadt Remseck am Neckar gehört). In Pattonville steht die 2001 eingeweihte evangelische Heilig-Geist-Kirche, in der regelmäßig Gottesdienste gehalten werden.
Ende des 19. Jahrhunderts zogen auch Katholiken nach Kornwestheim. 1920 wurde für die junge Gemeinde eine eigene Pfarrei mit der Kirche St. Martinus errichtet, die 1958 neu erbaut wurde. Das 1975 erbaute Thomasgemeindehaus wird auch von den Katholiken genutzt. Die Pfarrei St. Martinus Kornwestheim bildet heute eine eigene Seelsorgeeinheit innerhalb des Bistums Rottenburg-Stuttgart.
Neben den beiden großen Kirchen gibt es in Kornwestheim auch Freikirchen, darunter eine Evangelisch-methodistische Kirche. Weiterhin ist auch die Neuapostolische Kirche in Kornwestheim vertreten.

### Einwohnerentwicklung
Die Einwohnerzahlen sind Schätzungen, Volkszählungsergebnisse V oder amtliche Fortschreibungen der jeweiligen
Statistischen Ämter S (nur Hauptwohnsitze).
| Jahr         | Einwohnerzahl |   |
| ------------ | ------------- | - |
| 00. 00. 1595 | 00.620        |   |
| 00. 00. 1694 | 00.470        |   |
| 00. 00. 1758 | 00.628        |   |
| 00. 00. 1803 | 00.936        |   |
| 00. 00. 1834 | 01.373        |   |
| 00. 00. 1855 | 01.441        |   |
| 01. 12. 1871 | 01.498        |   |
| 01. 12. 1880 | 01.723        | V |
| 01. 12. 1890 | 01.868        | V |
| 01. 12. 1900 | 02.628        | V |
| 01. 12. 1910 | 04.088        | V |
| 16. 06. 1925 | 07.953        | V |

| Jahr         | Einwohnerzahl |   |
| ------------ | ------------- | - |
| 16. 06. 1933 | 010.200       | V |
| 17. 05. 1939 | 014.706       | V |
| 00. 12. 1945 | 012.622       |   |
| 13. 09. 1950 | 020.734       | V |
| 06. 06. 1961 | 026.296       | V |
| 27. 05. 1970 | 028.843       | V |
| 31. 12. 1975 | 027.771       | S |
| 31. 12. 1980 | 027.037       | S |
| 25. 05. 1987 | 028.061       | V |
| 31. 12. 1990 | 029.198       | S |
| 31. 12. 1995 | 029.818       | S |
| 31. 12. 2000 | 029.863       | S |

| Jahr         | Einwohnerzahl |   |
| ------------ | ------------- | - |
| 31. 12. 2005 | 030.789       | S |
| 31. 12. 2010 | 031.292       | S |
| 31. 12. 2015 | 033.153       | S |
| 31. 12. 2020 | 033.743       | S |

## Politik

### Gemeinderat
Der Gemeinderat in Kornwestheim besteht aus den 26 gewählten ehrenamtlichen Gemeinderäten und dem Oberbürgermeister als Vorsitzendem. Der Oberbürgermeister ist im Gemeinderat stimmberechtigt. Die Kommunalwahl am 9. Juni 2024 führte zu folgendem Ergebnis.
| Parteien und Wählergemeinschaften | Parteien und Wählergemeinschaften           | % 2024  | Sitze 2024 | % 2019  | Sitze 2019 | % 2014 | Sitze 2014 | Kommunalwahl 2024 %3020100 28,7016,6717,1117,4614,006,07 CDUSPDFWGrüneFDPVielfaltGewinne und Verlusteim Vergleich zu 2019 %p 8 6 4 2 0 −2 −4 −6+4,55−1,80−2,66−4,67+3,17+6,07CDUSPDFWGrüneFDPVielfalt |
| CDU                               | Christlich Demokratische Union Deutschlands | 28,70   | 7          | 24,45   | 6          | 34,25  | 9          | Kommunalwahl 2024 %3020100 28,7016,6717,1117,4614,006,07 CDUSPDFWGrüneFDPVielfaltGewinne und Verlusteim Vergleich zu 2019 %p 8 6 4 2 0 −2 −4 −6+4,55−1,80−2,66−4,67+3,17+6,07CDUSPDFWGrüneFDPVielfalt |
| SPD                               | Sozialdemokratische Partei Deutschlands     | 16,67   | 4          | 18,47   | 5          | 25,59  | 7          | Kommunalwahl 2024 %3020100 28,7016,6717,1117,4614,006,07 CDUSPDFWGrüneFDPVielfaltGewinne und Verlusteim Vergleich zu 2019 %p 8 6 4 2 0 −2 −4 −6+4,55−1,80−2,66−4,67+3,17+6,07CDUSPDFWGrüneFDPVielfalt |
| FW                                | Freie Wählervereinigung Kornwestheim e. V.  | 17,11   | 4          | 19,77   | 5          | 14,64  | 4          | Kommunalwahl 2024 %3020100 28,7016,6717,1117,4614,006,07 CDUSPDFWGrüneFDPVielfaltGewinne und Verlusteim Vergleich zu 2019 %p 8 6 4 2 0 −2 −4 −6+4,55−1,80−2,66−4,67+3,17+6,07CDUSPDFWGrüneFDPVielfalt |
| GRÜNE                             | Bündnis 90/Die Grünen                       | 17,46   | 5          | 22,13   | 6          | 16,16  | 4          | Kommunalwahl 2024 %3020100 28,7016,6717,1117,4614,006,07 CDUSPDFWGrüneFDPVielfaltGewinne und Verlusteim Vergleich zu 2019 %p 8 6 4 2 0 −2 −4 −6+4,55−1,80−2,66−4,67+3,17+6,07CDUSPDFWGrüneFDPVielfalt |
| FDP                               | Freie Demokratische Partei                  | 14,00   | 4          | 10,83   | 3          | 4,46   | 1          | Kommunalwahl 2024 %3020100 28,7016,6717,1117,4614,006,07 CDUSPDFWGrüneFDPVielfaltGewinne und Verlusteim Vergleich zu 2019 %p 8 6 4 2 0 −2 −4 −6+4,55−1,80−2,66−4,67+3,17+6,07CDUSPDFWGrüneFDPVielfalt |
| Linke                             | DIE LINKE                                   | —       | —          | 4,36    | 1          | 4,91   | 1          | Kommunalwahl 2024 %3020100 28,7016,6717,1117,4614,006,07 CDUSPDFWGrüneFDPVielfaltGewinne und Verlusteim Vergleich zu 2019 %p 8 6 4 2 0 −2 −4 −6+4,55−1,80−2,66−4,67+3,17+6,07CDUSPDFWGrüneFDPVielfalt |
| Vielfalt                          | Bündnis für Vielfalt                        | 6,07    | 2          | —       | —          | —      | —          | Kommunalwahl 2024 %3020100 28,7016,6717,1117,4614,006,07 CDUSPDFWGrüneFDPVielfaltGewinne und Verlusteim Vergleich zu 2019 %p 8 6 4 2 0 −2 −4 −6+4,55−1,80−2,66−4,67+3,17+6,07CDUSPDFWGrüneFDPVielfalt |
| gesamt                            | gesamt                                      | 100     | 26         | 100     | 26         | 100    | 26         | Kommunalwahl 2024 %3020100 28,7016,6717,1117,4614,006,07 CDUSPDFWGrüneFDPVielfaltGewinne und Verlusteim Vergleich zu 2019 %p 8 6 4 2 0 −2 −4 −6+4,55−1,80−2,66−4,67+3,17+6,07CDUSPDFWGrüneFDPVielfalt |
| Wahlbeteiligung                   | Wahlbeteiligung                             | 56,75 % | 56,75 %    | 55,54 % | 55,54 %    | 52,1 % | 52,1 %     | Kommunalwahl 2024 %3020100 28,7016,6717,1117,4614,006,07 CDUSPDFWGrüneFDPVielfaltGewinne und Verlusteim Vergleich zu 2019 %p 8 6 4 2 0 −2 −4 −6+4,55−1,80−2,66−4,67+3,17+6,07CDUSPDFWGrüneFDPVielfalt |

### Bürgermeister

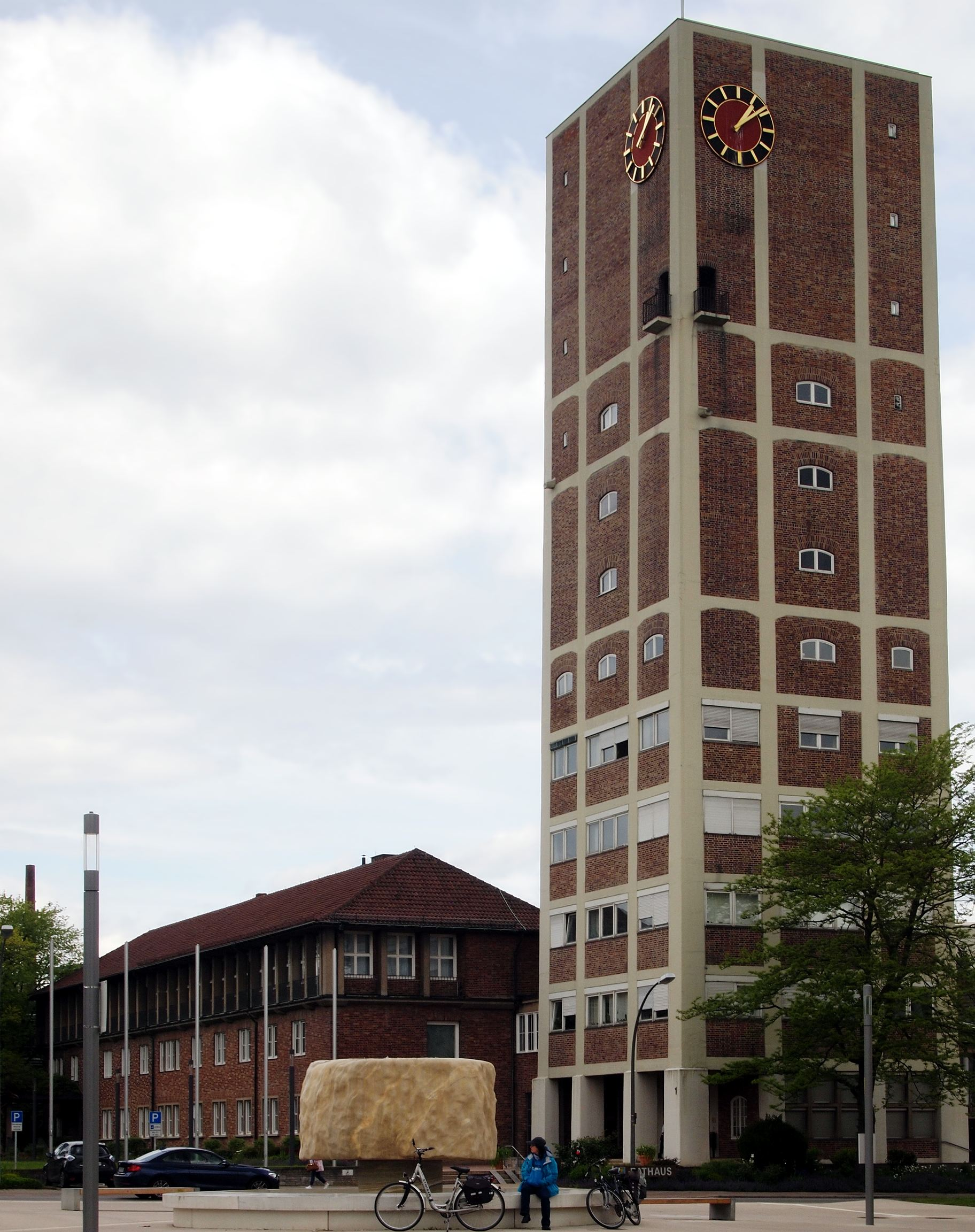
Rathaus und Jubiläumsbrunnen

An der Spitze der Gemeinde Kornwestheim stand ein Schultheiß, der seit 1930 die Amtsbezeichnung Bürgermeister und seit der Erhebung zur Großen Kreisstadt am 1. April 1956 die Bezeichnung Oberbürgermeister führt. Dieser wird von den Wahlberechtigten auf acht Jahre direkt gewählt. Er ist Vorsitzender des Gemeinderats. Seine allgemeinen Stellvertreter sind der 1. Beigeordnete mit der Amtsbezeichnung Erster Bürgermeister und der 2. Beigeordnete mit der Amtsbezeichnung Bürgermeister.
Gemeinde- bzw. Stadtoberhäupter seit 1675
| - 1675–1685: Johann Jakob Weißmann - 1685–1688: Johann Hieronimus Seefried - 1688–1694: Jakob Kaspar Sutor - 1694–1704: Georg David Herbst - 1704–1712: Johann Friedrich Lächelin - 1712–1716: Friedrich Jakob Weißer - 1716–1723: Karl Albrecht Weyller (1720–1723 neben J. J. Meylen) - 1720–1725: Johann Jakob Meylen - 1725–1727: Daniel Kaußler - 1727–1728: Johann Friedrich Scholl - 1728–1729: Georg Weiß - 1729–1758: Friedrich August Wolters - 1758–1762: Johann Andreas Siglen - 1762–1770: Karl David Landbeck - 1770–1779: Johann Andreas Siglen - 1779–1780: Johann Georg Kunberger - 1780: Johann Georg Schmid - 1780–1793: Johann Bernhard Löckle - 1793–1814: Johann Georg Sigle | - 1815–1823: Jakob Friedrich Sigle - 1823–1840: Jakob Friedrich Ergenzinger - 1841–1855: Christoph Richt - 1855–1877: Thomas Hofmann - 1877–1887: Georg Mayer - 1887–1892: Karl Sigle - 1892–1902: Adolf Völmle - 1902–1930: Friedrich Siller - 1930–1931: Theodor Steimle - 1931–1933: Friedrich Siller, Amtsverweser - 1933–1945: Alfred Kercher, 1933 zunächst als Amtsverweser - 1945: Gotthilf Küntzle, kommissarisch - 1945–1948: Friedrich Warthmann, 1945–1946 kommissarisch - 1948–1954: Nathanael Schulz - 1954–1962: Alfred Kercher - 1962–1982: Siegfried Pflugfelder - 1982–1999: Ernst Fischer, 1982–1983 Amtsverweser - 1999–2007: Ulrich Rommelfanger - 2007–2023: Ursula Keck - seit 2023: Nico Lauxmann |

### Wappen
| Wappen von Kornwestheim | Blasonierung: „In Blau eine gebundene goldene Korngarbe aus sieben Ähren.“ |
| Wappen von Kornwestheim | Wappenbegründung: Das Stadtwappen existiert seit 1902. Die Wappenfarben mit Blasonierung wurden 1925 festgelegt, 1937 wurde es stilisiert. Die Korngarbe symbolisiert als redendes Wappen die Silbe „Korn-“ des Ortsnamens, sie ist bereits in einem Fleckensiegel von 1695 zu finden. |

Die Stadtflagge ist blau-gelb.

### Städtepartnerschaften
Die Stadt Kornwestheim unterhält mit folgenden Städten Städtepartnerschaften:
- Villeneuve-Saint-Georges, Frankreich
- Borough of Eastleigh, Großbritannien, seit 1978
- Weißenfels, Sachsen-Anhalt, seit 1990
- Kimry, Russland (Oblast Twer), seit 1991

## Wirtschaft und Infrastruktur

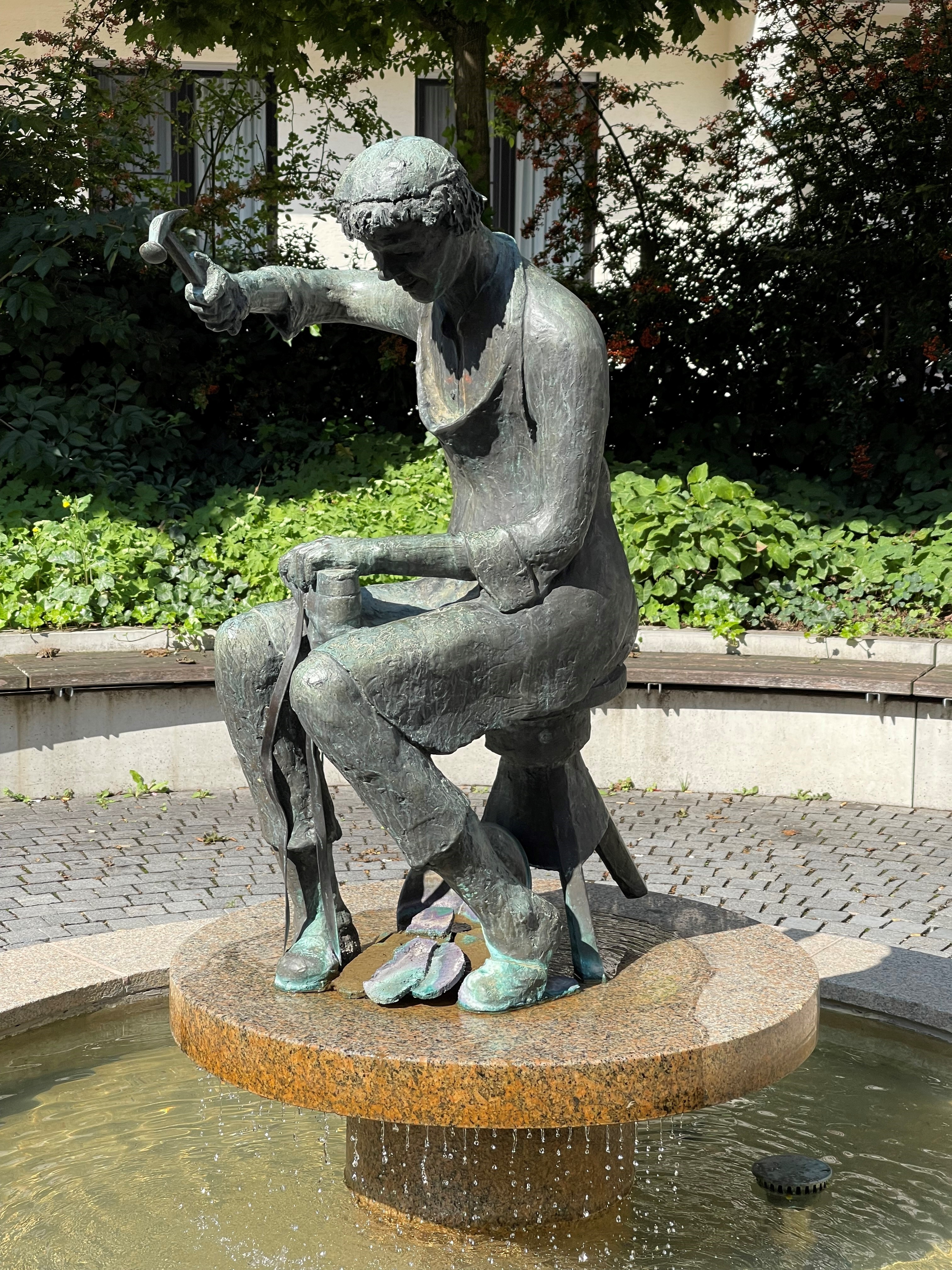
Schusterbrunnen

### Unternehmen einst und jetzt

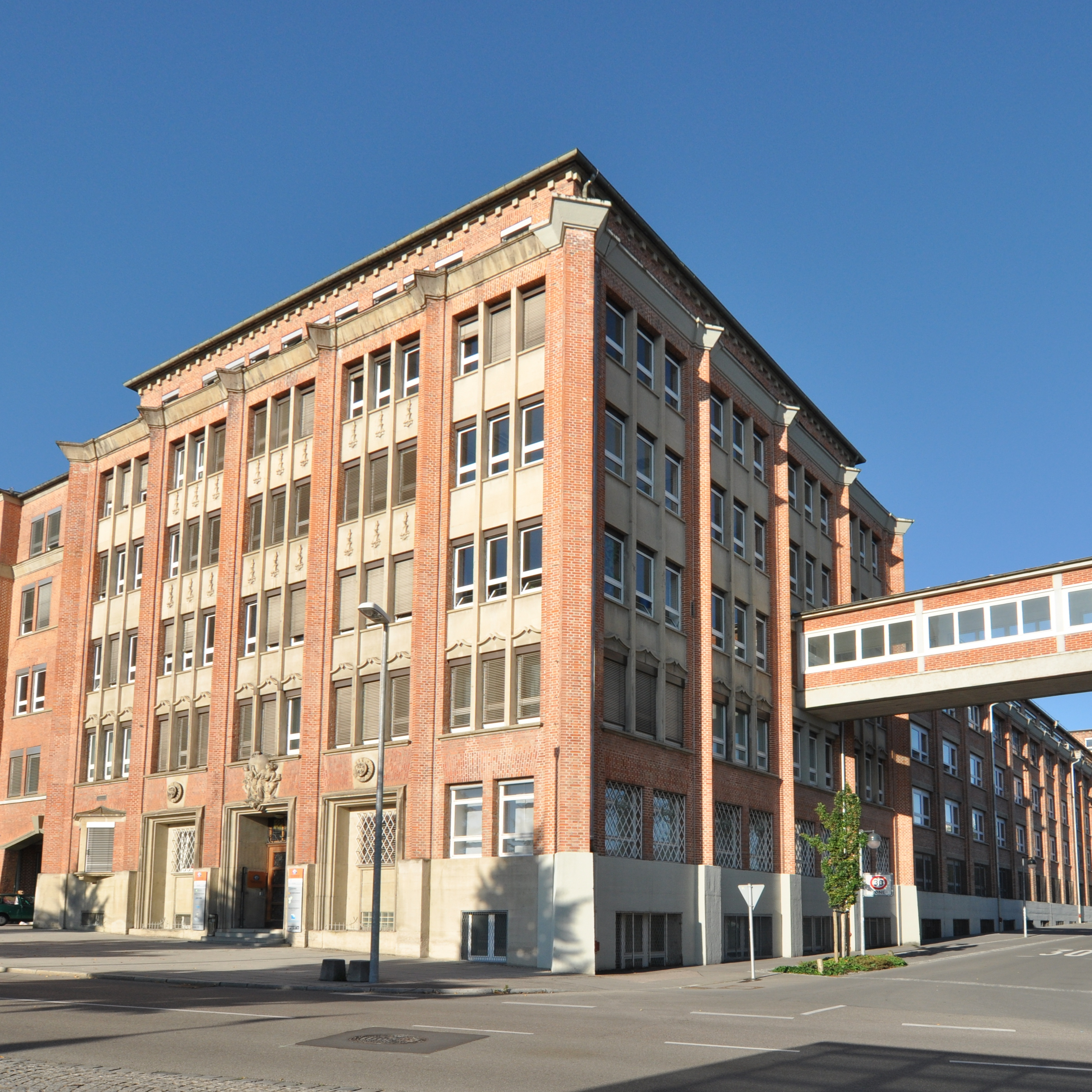
Nordost-Ecke des Salamander-Gebäudekomplexes. Fassade steht unter Denkmalschutz. Im Gebäude gibt es noch einen Paternosteraufzug.

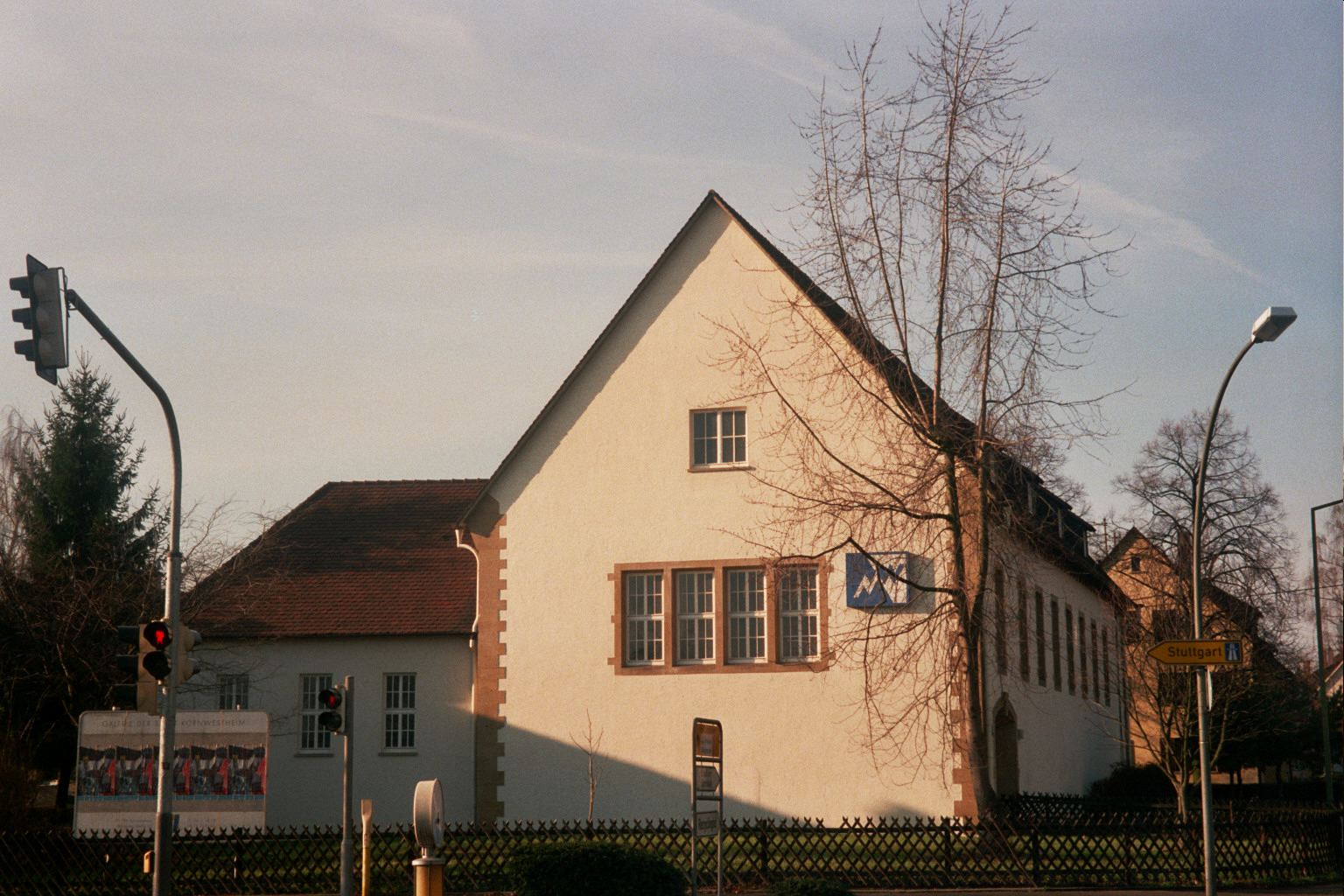
Elektrizitätswerk an der Stuttgarter Straße

Die Entwicklung Kornwestheims ist untrennbar verknüpft mit der Schuh-Fabrikation und der Marke Salamander. 1885 eröffnete der damals 23-jährige Schuhmacher Jakob Sigle eine Schusterwerkstatt in der Jakobstraße. Daraus ging bereits sechs Jahre später die von ihm gemeinsam mit dem Kaufmann Max Levi gegründete mechanische Schuhfabrik J. Sigle & Cie. hervor, seit 1930 Salamander AG. Damit begann die Industrialisierung des Ortes und der Aufstieg zur Stadt.
1905 begründeten die Firma Jakob Sigle & Cie. und der Unternehmer Rudolf Moos gemeinsam die Schuhmarke Salamander. 1967, zur Zeit der größten Blüte, beschäftigte Salamander weltweit knapp 18.000 Menschen in der Schuhfabrikation.
Ab Anfang der 1970er Jahre, mit dem Niedergang der deutschen Schuhindustrie, verlief die weitere Entwicklung von Salamander krisenhaft. Die Salamander AG entwickelte sich zu einem Mischkonzern mit den Geschäftsfeldern Schuhe, Immobilien, Industrie und Service. Das Unternehmen wurde im Jahre 2000 von der EnBW AG übernommen; 2003 wurde die Schuhsparte wieder aus dem Konzern ausgegliedert. Im selben Jahr wurde das Salamander-Werk in Kornwestheim geschlossen.
Zum Jahreswechsel 2009/2010 erwarb die Immobilien-Projektgesellschaft Salamander-Areal Kornwestheim mbH den historischen Gebäudekomplex mit einer Gesamtfläche von ca. 90.000 m². Das Unternehmen ist Teil der Unternehmensgruppe Immovation AG mit Sitz in Kassel. In einem Teil der Gebäude wurde das Grundbuchzentralarchiv für Baden-Württemberg untergebracht.
Ebenfalls prägend für die Stadtgeschichte sind die Firmen Albert Stotz (Eisengießerei) und Kreidler (Mopeds u. ä.). Heute erinnern die Namen „Kreidlergelände“ und „Stotzgebiet“ an die ehemals dort ansässigen Firmen. Am Ende der Stotzstraße erinnern heute ein „Tor“ und ein Brunnen, gefertigt aus einem Gießereibehälter, an die ehemalige Nutzung dieses Geländes durch die Firma Stotz.
Der Einzelhandel in Kornwestheim wird stark beeinflusst durch den Sog der größeren Städte Stuttgart und Ludwigsburg, deren Zentren beide per S-Bahn oder mit dem Auto in weniger als 15 Minuten erreichbar sind. Der Abzug der amerikanischen Besatzung und die Aufgabe der großen Garnisonssiedlung Pattonville bedeuteten Anfang der 1990er Jahre den Wegfall eines wichtigen Wirtschaftsfaktors. Danach entstanden große Gewerbeflächen sowie Wohngebiete und Grünflächen.

### Verkehr

#### Straßenverkehr

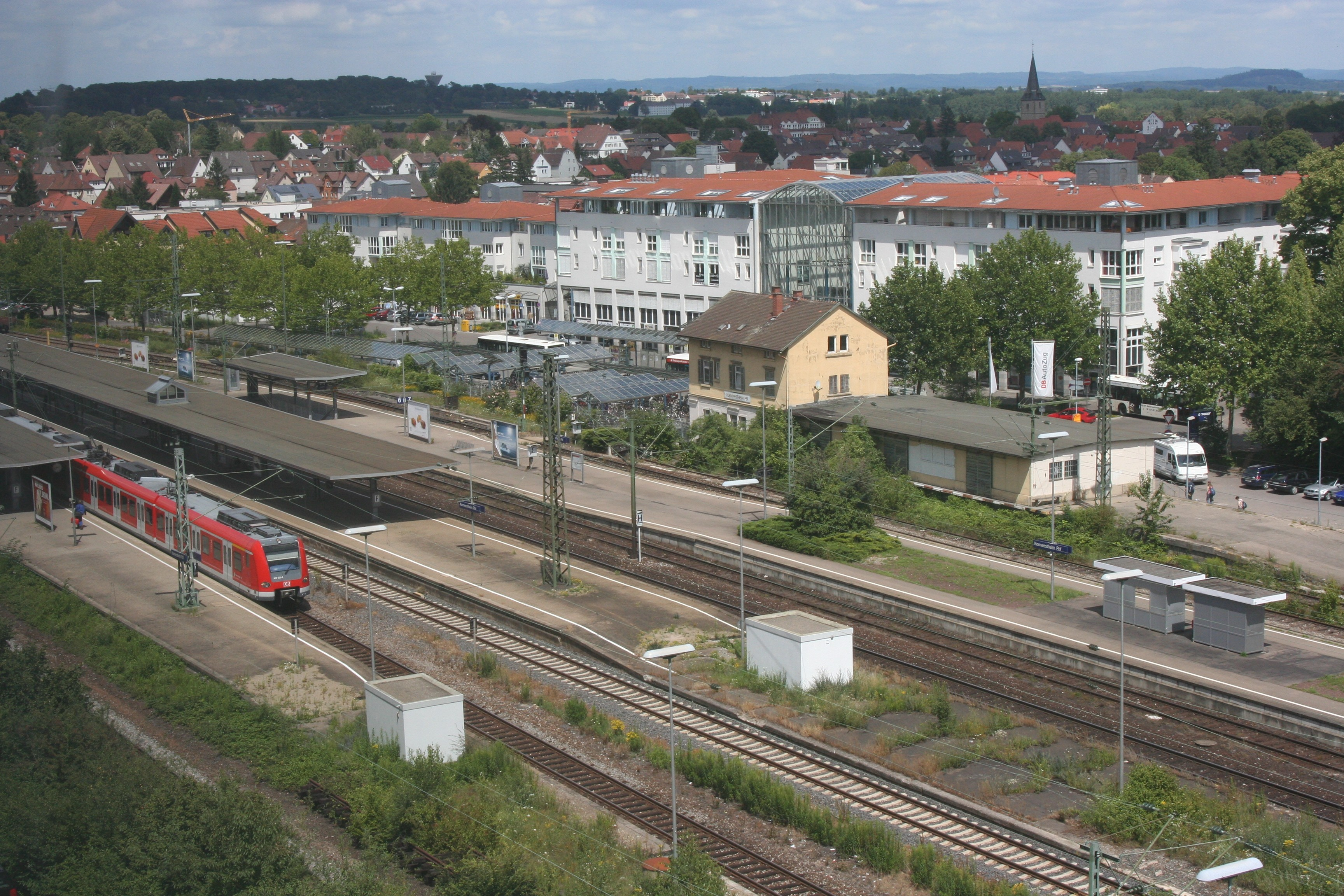
Kornwestheim Personenbahnhof

Durch das Stadtgebiet führt die B 27, die von Stuttgart kommend weiter nach Heilbronn verläuft. Die hier als Kraftfahrtschnellstraße ausgebaute Straße hat in Kornwestheim drei Anschlussstellen. Nächste Autobahn-Anschlussstellen sind Stuttgart-Zuffenhausen und Ludwigsburg-Süd an der A 81.

#### Schienenverkehr
Kornwestheim hat einen Personenbahnhof, der vor allem von den Linien S4 (Stuttgart–Marbach–Backnang) und S5 (Stuttgart–Bietigheim) des Verkehrsverbunds Stuttgart bedient wird. An Werktagen fahren morgens und nachmittags insgesamt vier Züge über die sogenannte Schusterbahn nach Untertürkheim. (Die Frankenbahn Stuttgart–Würzburg führt zwar durch Kornwestheim, hält dort aber nicht.) Den öffentlichen Personennahverkehr bedienen ferner mehrere Buslinien. Alle Linien sind zu einheitlichen Preisen innerhalb des Verkehrs- und Tarifverbunds Stuttgart (VVS) zu benutzen. Direkt am Bahnhof in der Stammheimer Straße befindet sich der Fernbushalt Stuttgart-Nord / Kornwestheim, der hauptsächlich vom Unternehmen Flixbus angefahren wird.

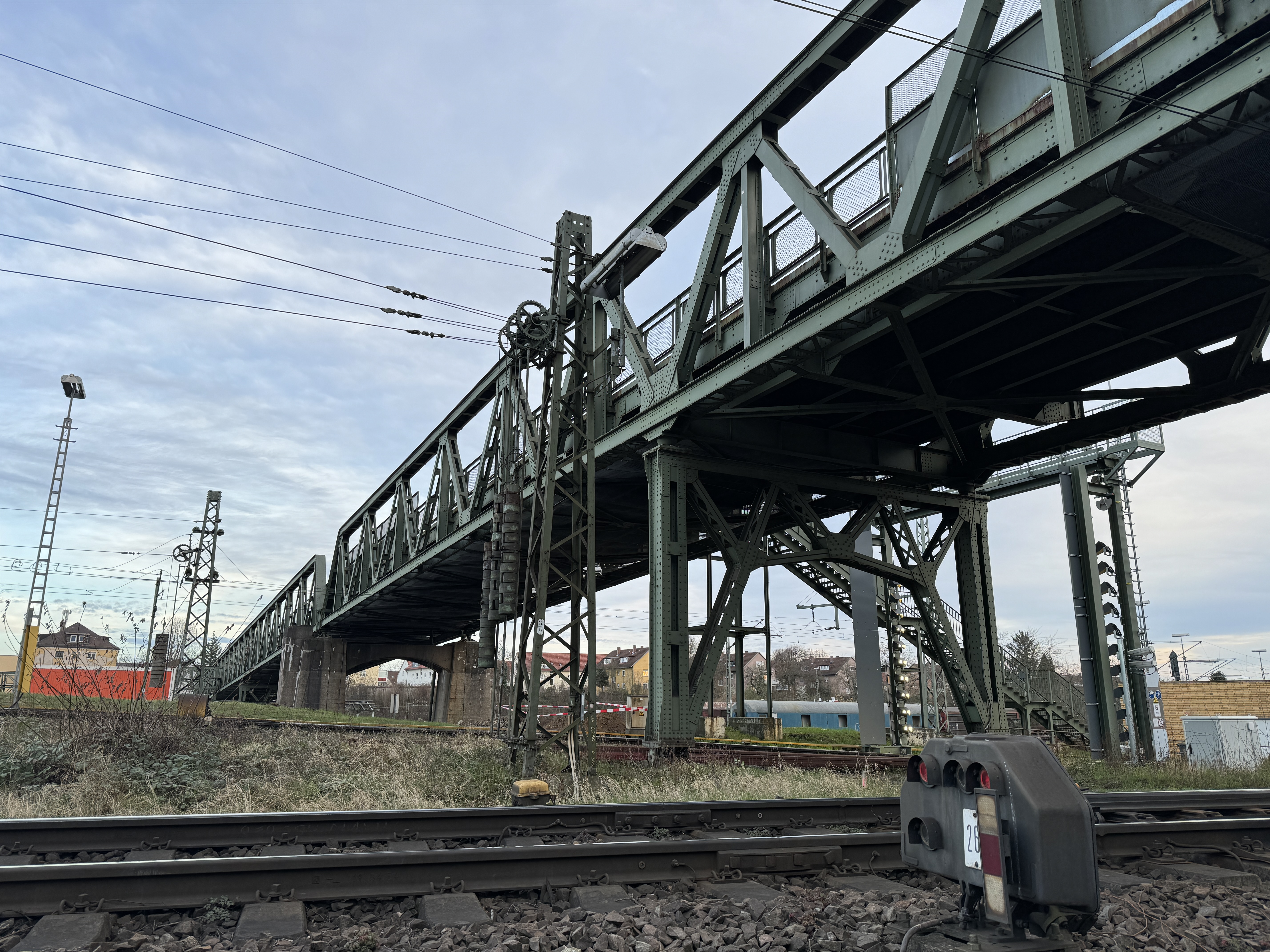
Die Große Pflugfelder Brücke über den Rangierbahnhof wurde 2024 abgerissen.

Am westlichen Rande Kornwestheims liegt der Rangierbahnhof. An den Rangierbahnhof schließt sich ein Container-Umschlagplatz der Deutschen Bahn an.
Früher verkehrte wöchentlich noch der Autoreisezug der Deutschen Bahn von Kornwestheim nach Narbonne in Südfrankreich und zurück. Außerdem gab es mehrmals wöchentlich Autoreisezugverbindungen nach Westerland und Sassnitz. Jedoch wurden sämtliche Autoreisezugverbindungen ab Kornwestheim mit Beginn des Winterfahrplans 2007/2008 eingestellt.

#### Radverkehr
Durch eine Alltagsroute aus dem Radnetz Baden-Württemberg ist Kornwestheim mit Ludwigsburg und in der anderen Richtung mit Stuttgart verbunden, über dessen Stadtbezirk Zuffenhausen.

#### Flugplatz
Im Süden von Pattonville befindet sich der sich auf Stuttgarter Gemarkung befindliche Flugplatz Pattonville, der von verschiedenen Vereinen für Segel- und Motorflug genutzt wird. Dort ist zudem der Rettungshelikopter Christoph 51 stationiert.

### Medien
Als Tageszeitung erscheint in Kornwestheim die Kornwestheimer Zeitung, ein Kopfblatt der Stuttgarter Nachrichten.

### Öffentliche Einrichtungen und Behörden
In der Stadt ist das Landesamt für Flurneuordnung und Landentwicklung Baden-Württemberg ansässig. Es fungiert im Zuge der Verwaltungsstrukturreform seit dem 1. Januar 2005 als Abteilung 8 des Regierungspräsidium Stuttgart und untersteht dem Ministerium für Ländlichen Raum und Verbraucherschutz Baden-Württemberg. Seit dem 1. Januar 2009 ist das genannte ehemalige Landesamt mit dem Landesvermessungsamt zum neuen Landesamt für Geoinformation und Landentwicklung (LGL) verschmolzen. Am Standort Kornwestheim ist im wesentlich die Abteilung 3 – Geodatenzentrum – des neuen Landesamtes ansässig. Zudem sind am gleichen Standort Außenstellen mehrerer Referate des Ministeriums für Ländlichen Raum und Verbraucherschutz angesiedelt.
Auf dem ehemaligen Salamander-Areal befindet sich seit dem 21. März 2012 das baden-württembergische Grundbuchzentralarchiv. Zwischen 2012 und 2017 werden dort alle papierenen Grundbuchunterlagen aus allen baden-württembergischen Grundbuchämtern zusammengeführt.

### Bildung
Kornwestheim hat ein Gymnasium (Ernst-Sigle-Gymnasium), eine Realschule (Theodor-Heuss-Realschule), eine Gemeinschaftsschule (Philipp-Matthäus-Hahn-Gemeinschaftsschule), eine Förderschule (Eugen-Bolz-Schule) sowie drei weitere Grundschulen (Eugen-Bolz-Schule, Schillerschule und Silcherschule).
Der Landkreis Ludwigsburg ist Träger der Erich-Bracher-Schule – Kaufmännische Schule, die im Kornwestheimer Stadtteil Pattonville liegt.

## Kultur und Sehenswürdigkeiten

### Theater

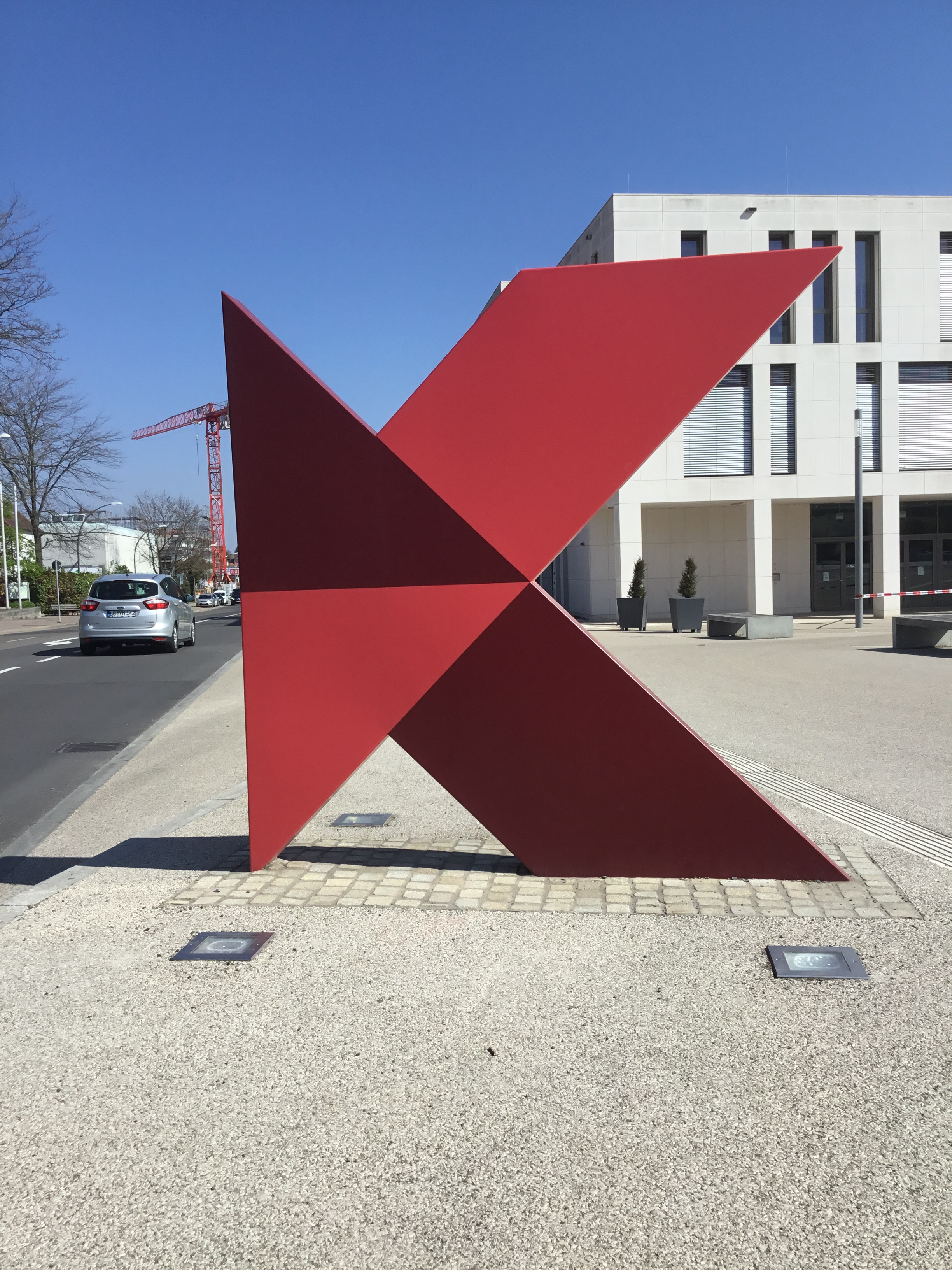
Skulptur „K“ vor dem „K“

Im Oktober 2006 wurde das 1974 eröffnete städtische Kulturhaus aufgrund einer Asbest-Belastung geschlossen. Es bot bis zu 500 Personen Platz. Nach Um- und Erweiterungsbauten wurde hieraus das Ende September 2013 eröffnete Kultur- und Kongresszentrum Das K mit nun integrierter neuer Stadtbücherei. Das K bietet Platz für Veranstaltungen von bis zu 2.000 Personen. Neben einem Festsaal, der sich in einen mittleren und einen kleinen Saal teilen lässt, gibt es ein ebenso teilbares Foyer, einen Theatersaal sowie einen teilbaren Veranstaltungsraum im zweiten Obergeschoss.
Von März 2015 bis September 2019 bestand das Theater Kleinkunst im Casino im ehemaligen Offizierscasino der US-Streitkräfte in der Aldinger Straße.

### Museen
- Das 1984 begründete Schulmuseum Nordwürttemberg vermittelt im historischen Ambiente des hundertjährigen Schulhauses der Schillerschule einen umfassenden Überblick über die Entwicklung der württembergischen Volksschule vom Zeitalter der Reformation bis in die Gegenwart.

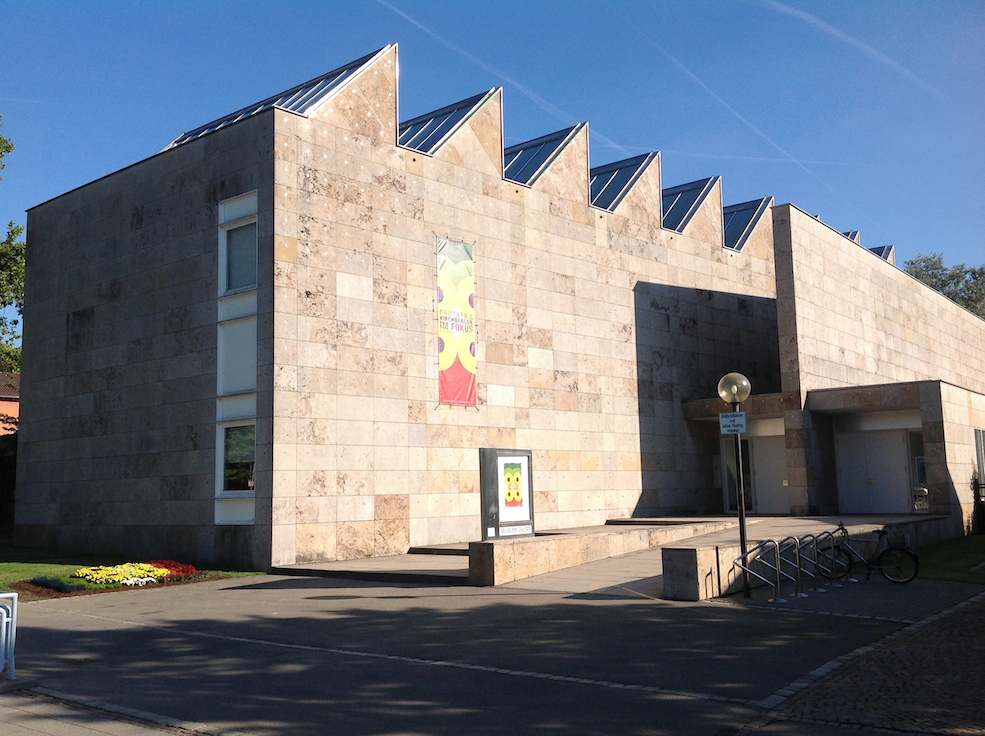
Außenansicht des Museums im Kleihues-Bau

- Das Museum im Kleihues-Bau, in dem seit 1990 die Kunstsammlung der Stadt Kornwestheim untergebracht ist, wurde von dem renommierten Architekten Josef Paul Kleihues entworfen. Das Spektrum der gezeigten Wechselausstellungen reicht von der Klassischen Moderne über Fotokunst und Comics bis hin zur zeitgenössischen Kunst. In größeren Abschnitten finden auch kulturgeschichtliche Ausstellungen statt.
- In der Mühlhäuser Straße präsentiert der Verein für Geschichte und Heimatpflege e. V. eine Ausstellung zur Geschichte von Kornwestheim von der Frühzeit bis zur Gegenwart.
- Das Museum Philipp Matthäus Hahn wurde 2012 vom Freundeskreis Philipp Matthäus Hahn im ehemaligen Wohnhaus Hahns in der Pfarrstraße 7 eingerichtet.

### Gedenkstätten

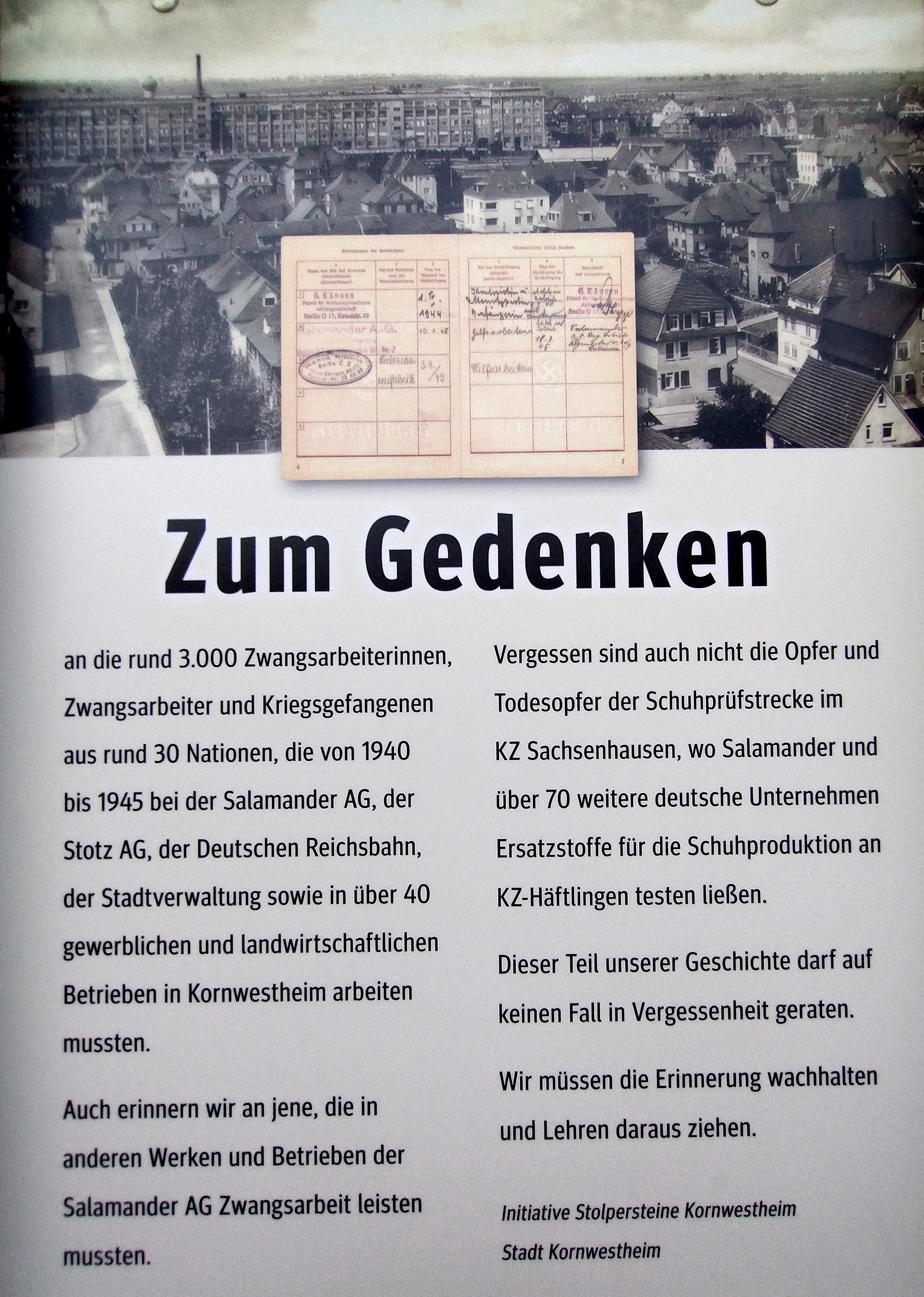
Gedenktafel am Kornwestheimer Rathaus mit dem Arbeitsbuch von Vera Friedländer

Auf dem Neuen Friedhof erinnert eine Gedenktafel an 26 Frauen und Männer aus der Sowjetunion, die während des Zweiten Weltkriegs als Zwangsarbeiter bei der Salamander AG eingesetzt waren und in dieser Zeit verstorben sind. 17 von ihnen fielen Luftangriffen im Oktober und Dezember 1944 zum Opfer, zwei wurden im Juni 1944 von der Stapoleitstelle Stuttgart hingerichtet. Zudem befindet sich auf dem Neuen Friedhof eine Gedenkstätte für die Gefallenen des Ersten Weltkriegs.
Seit 2013 werden auch in Kornwestheim durch den Künstler Gunter Demnig Stolpersteine für Opfer des Nationalsozialismus verlegt. An zwei Verlegetagen wurden bisher insgesamt acht Stolpersteine gesetzt
Seit November 2024 erinnert eine Gedenktafel am Kornwestheimer Rathaus an die rund 3000 Zwangsarbeiter.innen und Kriegsgefangenen aus rund 30 Nationen, die von 1940 bis 1945 bei der Salamander AG, der Stotz AG, der Deutschen Reichsbahn, der Stadtverwaltung sowie in über 40 gewerblichen und landwirtschaftlichen Betrieben in Kornwestheim sowie in anderen Werken der Salamander AG arbeiten mussten. Sie erinnert auch an die zahlreichen Todesopfer auf der „Schuhprüfstrecke“ im KZ Sachsenhausen, an deren Einrichtung und Betrieb die Salamander AG einen maßgeblichen Anteil hatte. Zentral abgebildet ist das Arbeitsbuch von Vera Friedländer, das ihre Zwangsarbeit in der Salamander-Reparaturwerkstatt in Berlin-Kreuzberg vom Januar bis März 1945 belegt.

### Bauwerke
Das heutige Stadtzentrum liegt zwischen der Bahnlinie Stuttgart–Ludwigsburg, der Stuttgarter Straße und dem Rathaus, das 1933–1935 erbaut wurde. Der Kornwestheimer Rathausturm dient zugleich als Wasserturm – ein weithin sichtbares Wahrzeichen der Stadt. In der heutigen angrenzenden Innenstadt liegen auch die im Stil des 20. Jahrhunderts entstandene katholische Sankt-Martinus-Kirche (erbaut 1920, heutiger von Hans Herkommer entworfener Bau von 1958) und das 1955 aus Gönninger Tuffstein erbaute Ensemble der evangelischen Johanneskirche mit Gemeindehaus. Im 20. Jahrhundert entstanden ferner die Christuskirche der Methodisten (1913/14) und die Kapelle der apostolischen Gemeinde (1929).
Die evangelische Martinskirche, die älteste Kirche Kornwestheims, wurde an der Stelle von bis ins 7. Jahrhundert zurückreichenden Vorgängerbauten in den Jahren 1516 bis 1524 im Auftrag des Klosters Bebenhausen vom Baumeister Hans von Ulm im spätgotischen Stil erbaut. Sie liegt im Zentrum des alten Dorfes Kornwestheim nordöstlich der heutigen Innenstadt, umgeben von alten Fachwerkhäusern wie dem Widdumhof und dem Meuleshof.
Neben der Kirche steht die Zehntscheuer, früher Abgabestelle des 10. Teils der Ernte, heute zu einem Saal umgebaut.

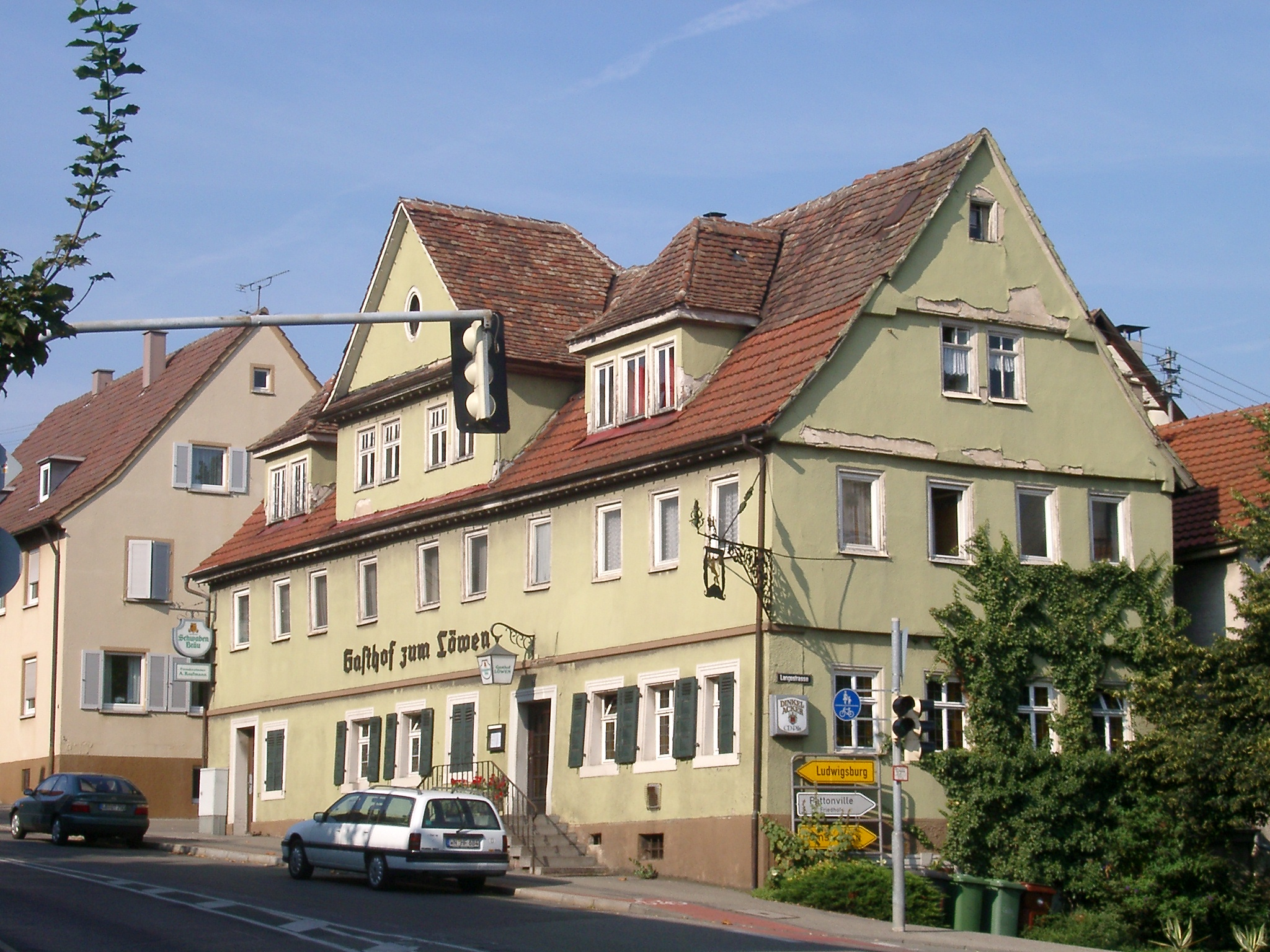
Gasthof zum Löwen an der Hauptstraße
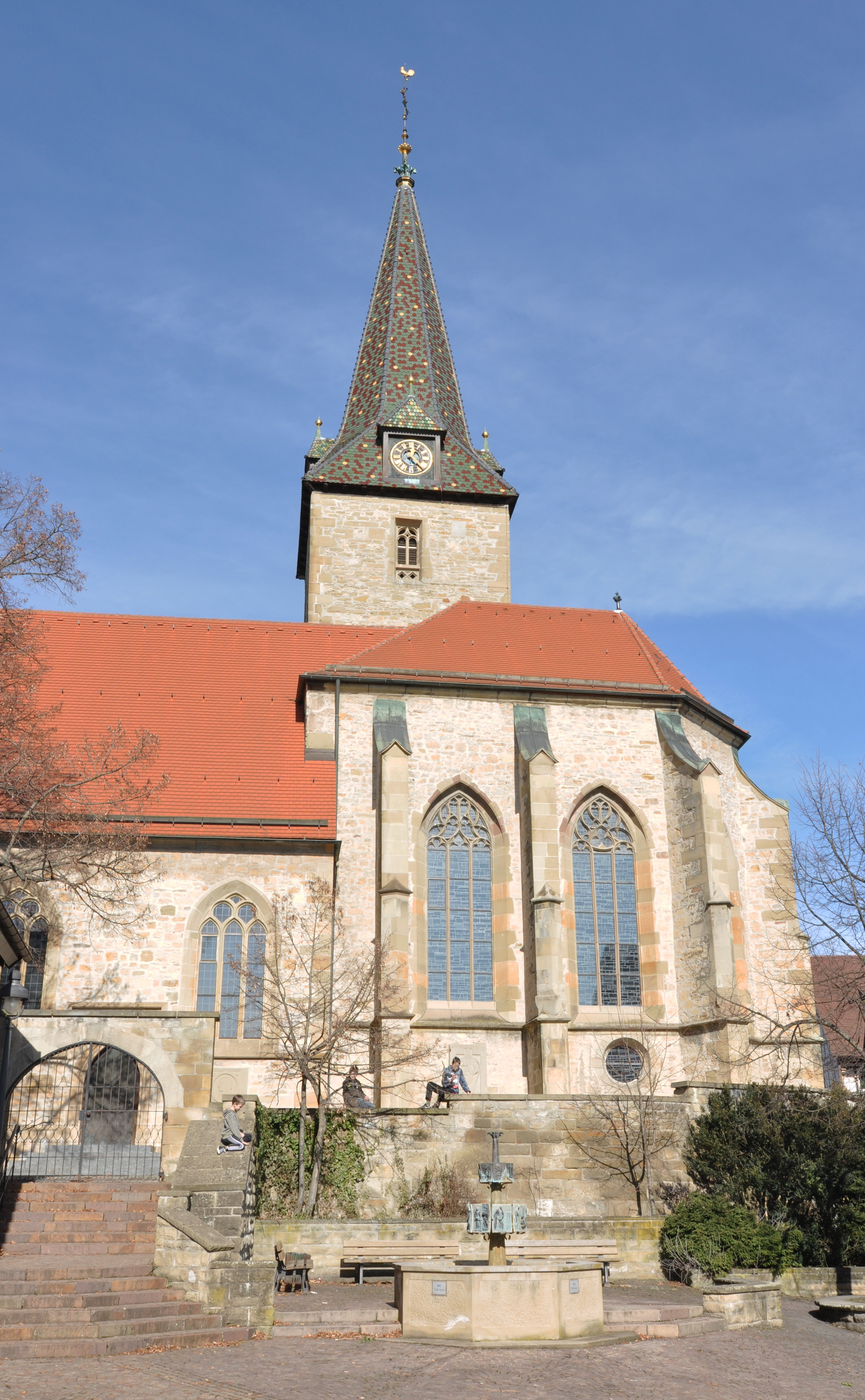
Evangelische Martinskirche
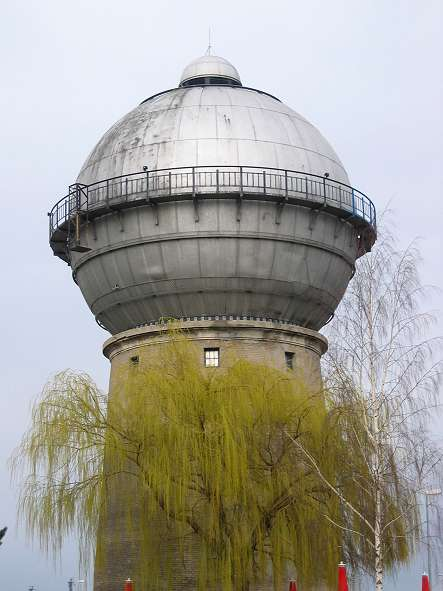
Alter Wasserturm der Bahn
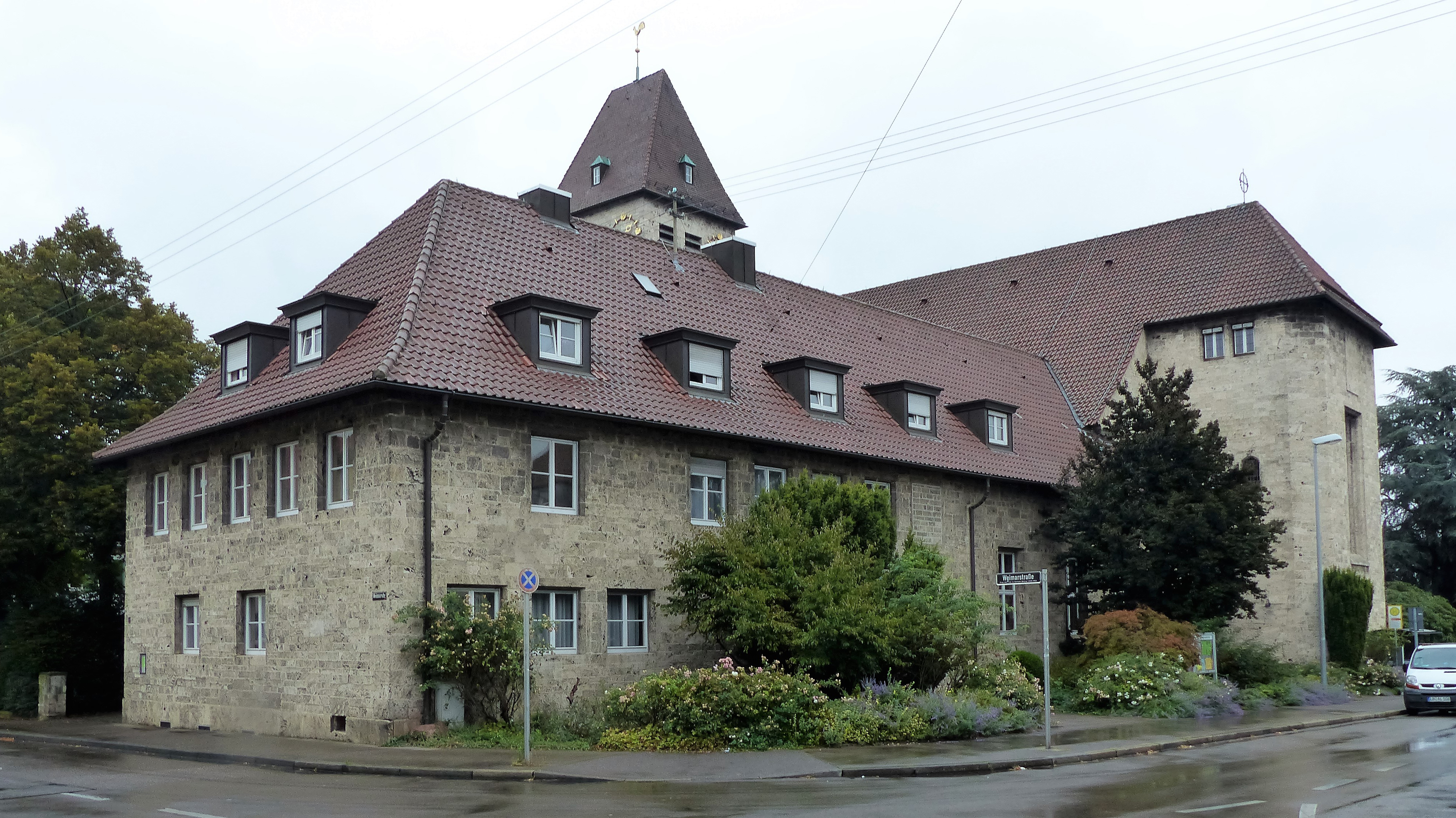
Johanneskirche mit Gemeindehaus, mittlerweile ist dieses nicht mehr vorhanden. Es wurde aufgrund einer Modernisierung der Kirche und Baumängeln abgerissen. Die Johanneskirche, „Neue Mitte“ strahlt in neuem Glanz.

Bemerkenswert ist auch der von der Bahn 1914 errichtete Wasserturm beim Güterbahnhof westlich der Stadt. Im Wasserturm befindet sich heute eine Gaststätte, die den Sommer über geöffnet hat und einen Einblick ins Innere des Turms ermöglicht. Das höchste Bauwerk Kornwestheims steht direkt nebenan: ein 100 Meter hoher Richtfunkturm in Stahlfachwerkbauweise der Firma Vodafone (Geographische Koordinaten: 48° 51′ 44″ N, 9° 10′ 5″ O).
Direkt dahinter liegt der Recyclinghof der AVL Ludwigsburg.

### Sonstige Einrichtungen
In Kornwestheim befindet sich das einzige Autokino in Baden-Württemberg.
Die Eislaufbahn an der B 27 musste im Dezember 2007 nach einem Feuer, das in einem provisorischen Anbau der Halle ausgebrochen war und diesen, ein Großteil des Zeltdaches und die Innenausstattung der Halle schwer beschädigte, geschlossen werden. 2009 wurde die Eishalle abgerissen. Auf dem Gelände der Eishalle befindet sich seit Sommer 2016 eine neue Dreifeldhalle, die Hannes-Reiber-Halle.
Am östlichen Stadtrand liegt eine BMX-Bahn.

### Parks

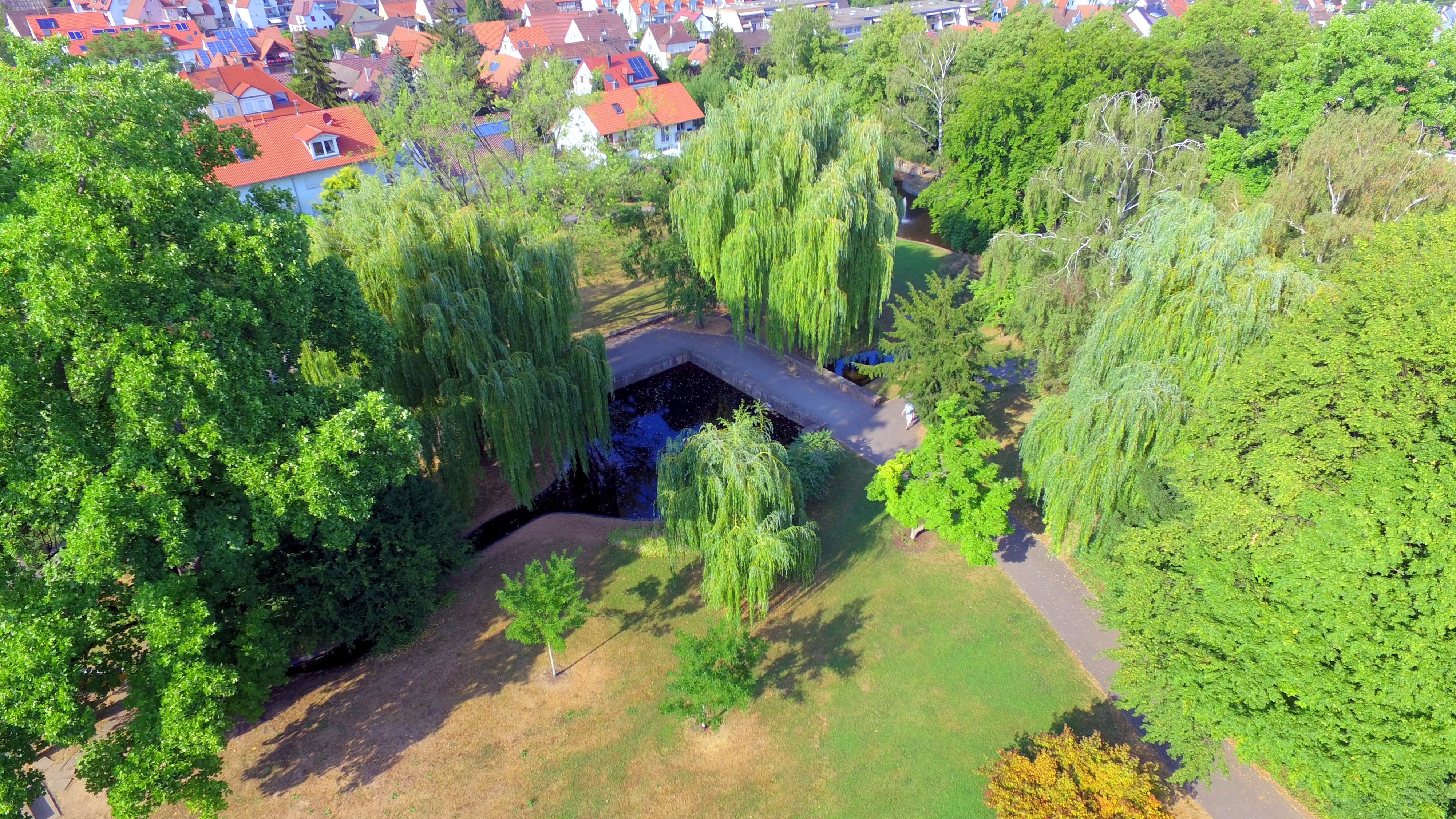
Nordöstliche Ecke des Stadtgartens

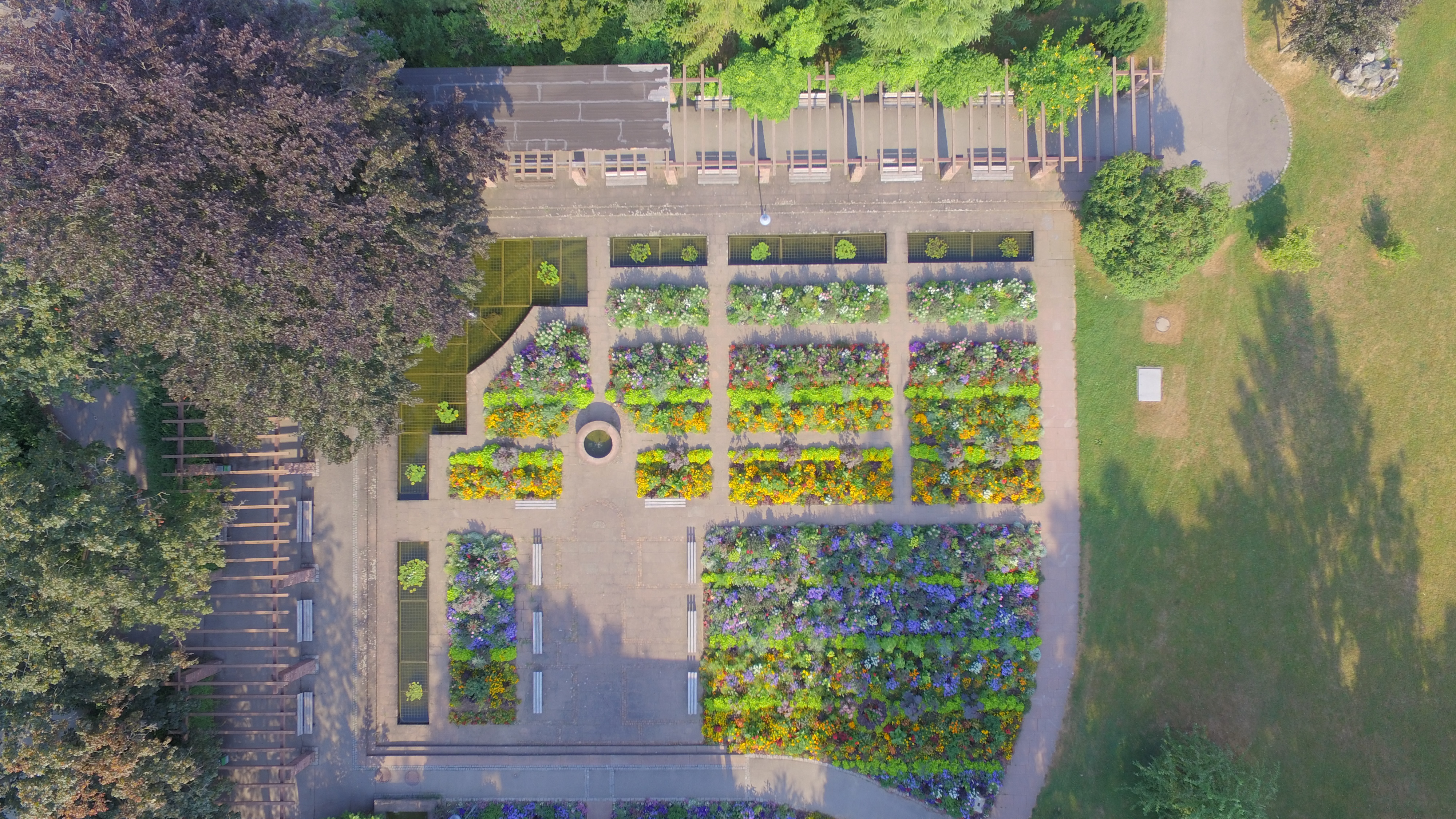
Blumenbeete im Stadtgarten

Hinter dem Kultur- und Kongresszentrum Das K und dem Marktplatz, in der Mitte Kornwestheims, erstreckt sich der Salamander-Stadtpark. Er konnte durch eine Spende der Salamander AG auf einer Fläche von 9,5 Hektar im Jahre 1958 fertiggestellt werden. Da er einen künstlichen See besitzt, war er zur damaligen Zeit – für die Größe der Stadt – etwas Besonderes und ist noch heute zentraler Erholungsort. Hier findet zumeist am 1. Juni-Wochenende das größte Fest von Kornwestheim, die Kornwestheimer Tage statt. Zwischen Salamander-Stadtpark und dem alten Dorfkern liegt der Stadtgarten aus dem Jahr 1938. Am östlichen Stadtrand befindet sich der Freizeitpark mit angelegten Feuerstellen, um zu grillen und ausreichend Platz für Outdooraktivitäten. In diesem Park gibt es auch einen Trimm-Dich-Pfad und einen Spielplatz.
Der alte Kornwestheimer Friedhof wurde 1628 angelegt. Hier ist heute ein Lapidarium eingerichtet. Der neue Kornwestheimer Friedhof stammt aus dem Jahr 1903.

### Schutzgebiete

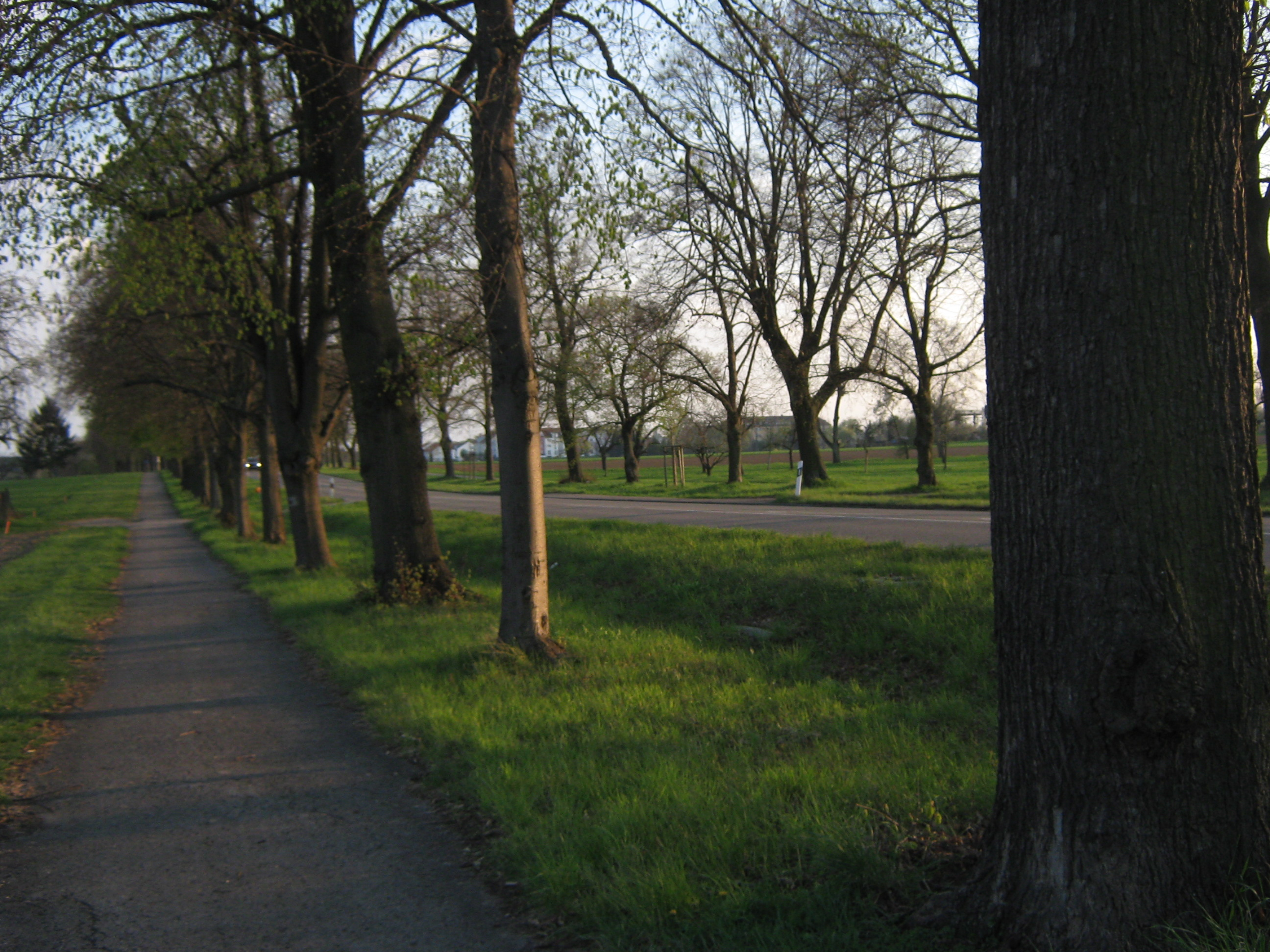
Naturdenkmal Lindenallee zwischen Kornwestheim und Ludwigsburg

In Kornwestheim gibt es neben einer Anzahl eingetragener Biotope drei einzelne Naturdenkmale, darunter unabhängig voneinander zwei Blutbuchen und eine im Lutherjahr 1883 gepflanzte sogenannte Luthereiche sowie ein flächenhaftes Naturdenkmal in Form einer etwa ein Kilometer langen Lindenallee an der L 1143 zwischen Kornwestheim und Ludwigsburg. Es sind bisher keine Flächen für andere Arten von Schutzgebieten ausgewiesen.

### Vereine
Die Ortsgruppe Kornwestheim des Schwäbischen Albvereins wurde im Jahr 2000 mit der Eichendorff-Plakette ausgezeichnet.
Der Verein für Geschichte und Heimatpflege Kornwestheim e. V. unterhält in seinem Museum eine separate Abteilung, die umfassend über die Geschichte der Firma Salamander und über Lurchi informiert.

### Sport
Der SV Salamander Kornwestheim (SVK) entstand im Juni 2006 durch Zusammenschluss der Vorgängervereine TV Kornwestheim (gegründet 1894), FV Salamander Kornwestheim (gegründet 1902) und ESG Kornwestheim (gegründet 1928). Zweitgrößter Verein ist die Skizunft Kornwestheim (gegründet 1937) mit den Sportarten Ski, Triathlon, Basketball, BMX und Breitensport.
Östlich am Freizeitpark angrenzend betreibt die Fliegergruppe Kornwestheim e. V. Flugsport. Ab dem Alter von 14 Jahren werden Piloten im Bereich Segelflug ausgebildet. Die Sparten Ultraleichtflug, Motorsegler und Motorflug werden auf vereinseigenen Flugzeugen durchgeführt.
Kornwestheim hat zahlreiche Sportstätten, unter anderem die Sporthalle Ost, die Rechberghalle, die Hanspeter-Sturm-Stadionhalle mit Stadion sowie zwei Sporthallen in Pattonville.

### Kindersportschule
Im Jahr 1991 hat die Kindersportschule der Stadt Kornwestheim und der Kornwestheimer Sportvereine ihren Betrieb aufgenommen. Sie steht unter kommunaler Trägerschaft. Die Kindersportschule ist ein bundesweit einzigartiges Modell, das mit den kommunalen Vereinen vernetzt ist. Die Stadt Kornwestheim und elf Sportvereine haben es sich in Kooperation mit Schulen und Kindergärten zur Aufgabe gemacht, mehr Bewegung in den Kinderalltag zu bringen. Die wissenschaftlichen Erkenntnisse sind eindeutig: Bewegung ist ein Grundbedürfnis für die gesunde Entwicklung von Kindern. Das Angebot ist unterteilt in mehrere Altersstufen und richtet sich an Kinder bis zwölf Jahre. Die Kindersportschule möchte mit ihrer im Grundsatz sozialen, integrativen und präventiven Ausrichtung der Anstoß für eine lebenslange Bewegungskarriere sein. Neben der guten sportlichen Ausbildung bedeutet dies, Sport und Bewegung als positives Element in das Leben der Kinder langfristig zu verankern.

## Persönlichkeiten

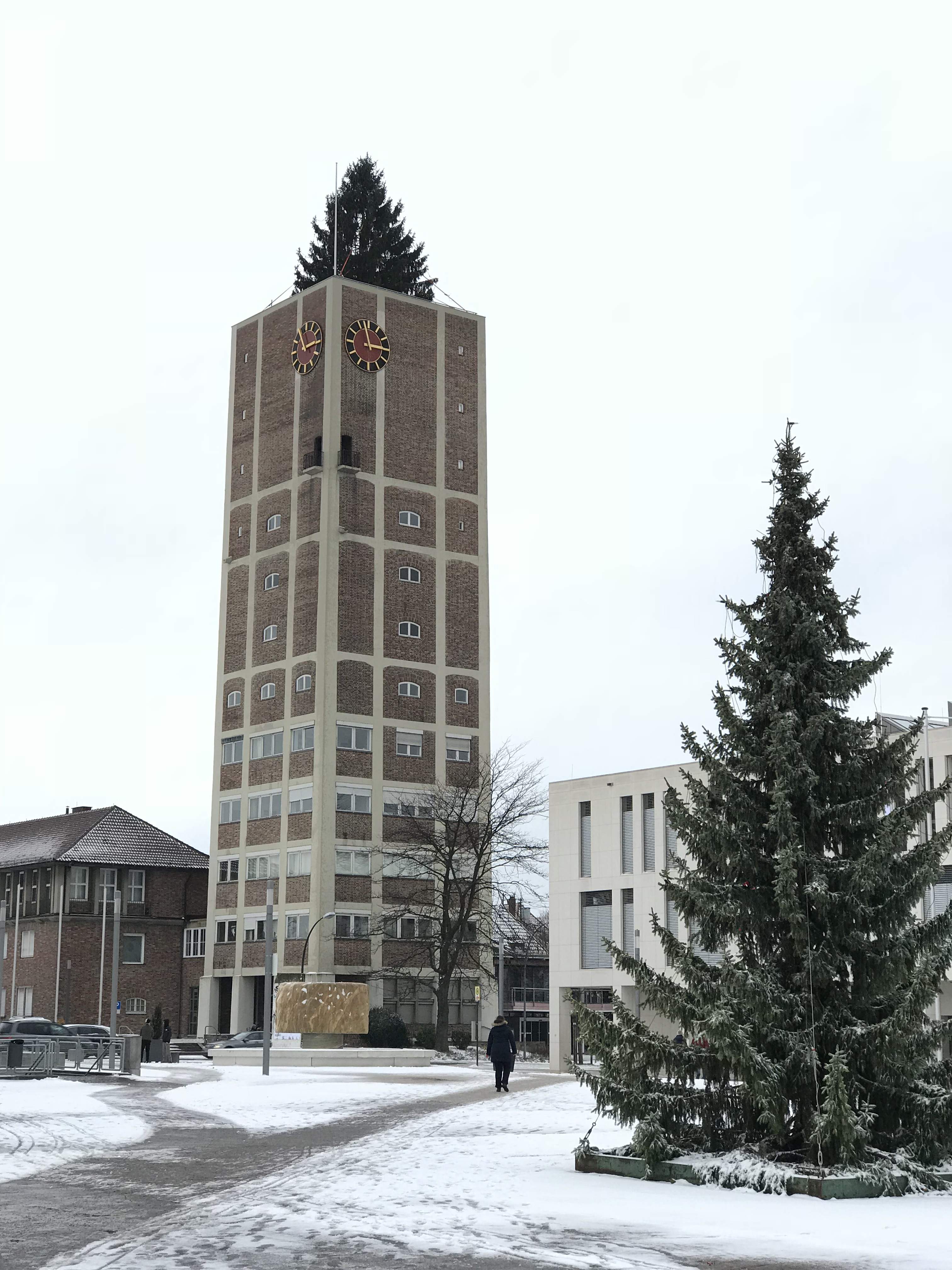
Rathaus mit Weihnachtsdekoration

### Ehrenbürger
Die Stadt Kornwestheim hat folgenden Personen das Ehrenbürgerrecht verliehen:
- 1896: Hugo von Baur, Oberst und Kommandeur des Landwehrbezirks Ludwigsburg
- 1916: Jakob Sigle, Geheimer Kommerzienrat, Gründer der Salamander AG
- 1916: Max Levi, Konsul, Mitbegründer der Salamander AG
- 1927: Ernst Sigle, Ehrenvorsitzender der Salamander AG
- 1927: Isidor Rothschild (1860–1929), Vorstands- und Aufsichtsratsmitglied der Salamander AG
- 1930: Friedrich Siller, Schultheiß
- 1950: Karl Joos, Gründer der Bezirksbaugenossenschaft Altwürttemberg
- 1963: Alfred Kercher, Oberbürgermeister a. D.
- 1970: Marius Faisse, Bürgermeister der Partnerstadt Villeneuve-Saint-Georges
- 1989: Siegfried Pflugfelder, Oberbürgermeister a. D.
- 2004: Ernst Fischer, Oberbürgermeister a. D.
- 2011: Siegbert Hörer, Kommunalpolitiker

### Söhne und Töchter der Stadt
- Jakob Vogel (* 1584), Arzt und Schriftsteller
- Beate Paulus (1778–1842), Pietistin und Pfarrfrau
- Jakob Sigle (1861–1935), Besitzer der Schuhfabrik Salamander AG
- Adolf Schreitmüller (1902–1988), NS-Jurist und Richter am Volksgerichtshof
- Walter Maier-Kößler (1914–1994), Bildender Künstler
- Günther C. Kirchberger (1928–2010), Maler und Künstler
- Karl Lang (1929–2013), Politiker (CDU)
- Georg Utz (1935–2019), Ringer
- Dieter Seitz (* 1938), Wasserballspieler
- Roland Geiger (* 1941), Siebdrucker, Kunstverleger und Galerist
- Anneke Dürkopp (* 1979), Moderatorin

### Weitere Persönlichkeiten
- Rudolf Lechler (1824–1908), China-Missionar, lebte und starb in Kornwestheim
- Sibylle Möndel (1959), Malerin, lebt und arbeitet in Kornwestheim
- Bettina Kupfer (* 1963), Schauspielerin, wuchs in Kornwestheim auf
- Maeckes (* 1982), Rapper, wuchs in Kornwestheim auf
- Jens Heckermann FÜENF (* 1966), Sänger, Musiker, Coach, Komponist, wuchs in Kornwestheim auf
- Marcus Staiger (* 1971), Journalist, wuchs in Kornwestheim auf
- George Smith Patton, Jr. (1885–1945), US-General, Namenspatron von Pattonville
- Luigi Purificato (1940–2014), Träger des Verdienstkreuzes am Bande für Integrationsarbeit.

### Philipp-Matthäus-Hahn-Preis
Die Stadt Kornwestheim, in der Philipp Matthäus Hahn von 1770 bis 1781 eine Pfarrstelle innehatte, verleiht seit 1989, in der Regel im Abstand von drei Jahren, den Philipp-Matthäus-Hahn-Preis für hervorragende Arbeiten auf den Gebieten der Theologie, der Kirchengeschichte und der Naturwissenschaften. Der Preis war zunächst mit 5000 DM dotiert (im Jahre 1989 anlässlich der Hahn-Jubiläumsjahre mit doppelter Dotation ausgestattet), seit 2002 beträgt die Dotation 3000 Euro.
Philipp-Matthäus-Hahn-Preisträger:
- 1989: der Pietismusforscher Reinhard Breymayer
- 1993: der Wissenschaftshistoriker Günther Oestmann
- 1996: der Theologe Thomas K. Kuhn
- 1999: die Naturwissenschaftlerin Martina Kölbl-Ebert
- 2002: der Pietismusforscher Eberhard Fritz
- 2006: der Mathematiker Bernhard Korte
- 2009: der Theologe Michael Kannenberg
- 2012: die Biologin Nina Jährling
- 2015: der Theologe Jan Karl Heilmann

### Philipp-Matthäus-Hahn-Medaille
Die Stadt Kornwestheim verleiht seit 1966 in unregelmäßigen Abständen die Philipp-Matthäus-Hahn-Medaille an Persönlichkeiten, die sich in besonderer Weise um die Stadt verdient gemacht haben. Unter den Preisträgern befindet sich unter anderem auch der ehemalige Polizeipräsident und Vorsitzender des Sportvereins SVK, Professor Doktor Hanspeter Sturm, Namensgeber der Stadion-Sporthalle.